# Space Harrier (jeu vidéo)
Vous lisez un « bon article » labellisé en 2019.
Pour la série de jeux vidéo, voir Space Harrier.
Space Harrier (スペースハリアー, Supēsu Hariā) est un jeu vidéo de type shoot 'em up développé par Sega-AM2 et commercialisé par Sega sur borne d'arcade en décembre 1985. Sur une surface plane sur laquelle la caméra réalise un scrolling vers l'avant, le joueur déplace le personnage joueur nommé Harrier qui, à l'aide de son canon qui lui permet de voler, fait face à des vagues d'ennemis et des objets de décor qu'il doit détruire. Le jeu se déroule dans un univers de science-fiction aux couleurs psychédéliques, peuplé d'une faune et d'une flore étranges et hostiles, comme des rochers volants, des mammouths monophtalmes, des têtes de statues de l'île de Pâques volantes, ou des extraterrestres.
Le jeu est conçu et produit par Yū Suzuki. Il reprend un projet préexistant mettant en scène un avion de combat. Cependant, les limitations en matière de puissance de la plate-forme accueillant le jeu poussent Suzuki à le redéfinir pour l'adapter à un cadre fantastique centré sur un personnage humain propulsé par un réacteur. Suzuki s'inspire du travail de Roger Dean, et de l'univers du film L'Histoire sans fin, qu'il apprécie. Le jeu est commercialisé dans une borne deluxe de la série des taikans de Sega, équipée d'un siège monté sur vérins hydrauliques, qui suit tous les mouvements de l'avatar à l'écran.
La version originale de Space Harrier reçoit un accueil assez dithyrambique de la part de la presse spécialisée lors de sa sortie et est un succès important dans les salles d'arcade. Les critiques apprécient son gameplay très rapide et l'univers inhabituel, ainsi que sa bande-son. Certaines imputent cette réussite à la borne équipée de vérins hydrauliques et d'autres au gameplay, mais toutes s'accordent à dire que le jeu est un véritable succès marquant l'histoire des jeux d'arcade. Space Harrier connait de très nombreux portages sur ordinateurs personnels comme sur Amiga, Atari ST, Commodore 64, Amstrad CPC et ZX Spectrum, sur différentes consoles de salon telles que sur Famicom, Master System ou PC-Engine, sur console portable comme la Game Gear, et sur téléphone mobile. Space Harrier est reconnu pour ses graphismes et son gameplay novateur, compte parmi les meilleures créations de Suzuki et est généralement considéré comme le premier succès dans les genres du jeu de tir à la troisième personne et du shoot 'em up. Le jeu est également réédité sur de nombreuses plates-formes, dans plusieurs compilations ou sous forme de remakes. C'est aussi le premier opus de la série de jeux vidéo Space Harrier.

## Univers
Space Harrier prend place dans un univers de science-fiction appelé Fantasy Zone, comme l'indique l'introduction sonore du jeu (« Welcome to the Fantasy Zone! Get Ready! »),,. Dans certaines versions, l'univers est appelé Land of Dragons. Le jeu, qui ne comporte aucun scénario, se déroule dans un monde psychédélique composé de paysages aux couleurs vives, d'un sol orné de motifs en damier offrant une perspective marquée. Les lieux sont parsemés d'objets fixes tels que des arbres, de gros champignons colorés, ou des piliers de pierre,,,. Chaque niveau propose un thème de couleurs et des décors spécifiques, passant des paysages colorés à d'étranges éléments mécaniques. En arrière-plan, figurent des décors simplistes représentant la ligne d'horizon. Le jeu présente des influences visuelles incas, préhistoriques, orientales et futuristes.
Le joueur dirige Harrier (Harri dans certaines versions),. C'est un jeune homme aux cheveux blonds équipé d'un canon laser futuriste, qu'il porte de côté sous son bras, et qui lui sert à la fois d'arme et de moyen de voler dans les airs. Il affronte toute une panoplie d'ennemis surréalistes, comme des vaisseaux extraterrestres, des robots, des rochers volants, des mammouths à un œil, des dragons Chinois, des têtes de statues de l'île de Pâques des mouches géantes colorées et toute une faune et une flore étranges et hostiles,,,,.

## Système de jeu
Space Harrier est un shoot 'em up affiché dans une vue à la troisième personne en pseudo-3D, laissant apparaître le personnage joueur de dos au premier plan,. Le jeu se déroule sur une surface plane plutôt vide sur laquelle la caméra réalise un scrolling vers l'avant. La vitesse de défilement peut varier en fonction des séquences. La caméra reste à la même hauteur, près du sol avec l'horizon au milieu d'écran. Cet avatar que contrôle le joueur, peut se déplacer partout sur l'écran ; il court sur le sol et possède la capacité de voler dans les airs grâce à son canon,. Celui-ci revient automatiquement au centre de l'écran si le joueur relâche les contrôles. Sur le chemin emprunté figurent certains éléments comme des rochers, des arbres, ou des colonnes. Les ennemis arrivent en différentes vagues de l'avant, et de façon plutôt axiale. La panoplie d'ennemis comporte des soucoupes volantes, des objets géométriques aériens et des vaisseaux extraterrestres, des rochers volants, des dragons chinois ou des mammouths à un œil, et des têtes de statues de l'île de Pâques,. L'objectif est de détruire tous les ennemis, tout en restant constamment en mouvement, afin d'éviter les projectiles et les obstacles au sol. Ces derniers peuvent également être détruits par le joueur. La direction du tir est toujours fixe vers l'avant et le joueur doit se déplacer sur l'écran pour se mettre dans l'axe de l'ennemi ou d'un élément pour lui tirer dessus et le détruire. Si le joueur est touché par un tir ou un élément du décor, il perd une vie. Quand le joueur a perdu toutes ses vies, il peut reprendre le jeu où il a perdu. Le score du joueur augmente simplement en restant en vie.
Le jeu propose dix-huit niveaux qui s’enchaînent sans interruption. Quinze d'entre eux se terminent par l'affrontement contre un boss, qui doit être tué pour accéder à la séquence suivante. Deux sections sont des niveaux bonus qui ne contiennent aucun ennemi, dans lesquels l'avatar monte un dragon invincible appelé Uriah et ressemblant à un chat, et doit détruire des éléments comme des arbres pour améliorer son score. Le dernier niveau est un boss rush, dans lequel le joueur affronte de nouveau et tour à tour sept des boss précédemment combattus à la fin de chaque niveau.

## Développement

### Genèse et abandon du projet initial

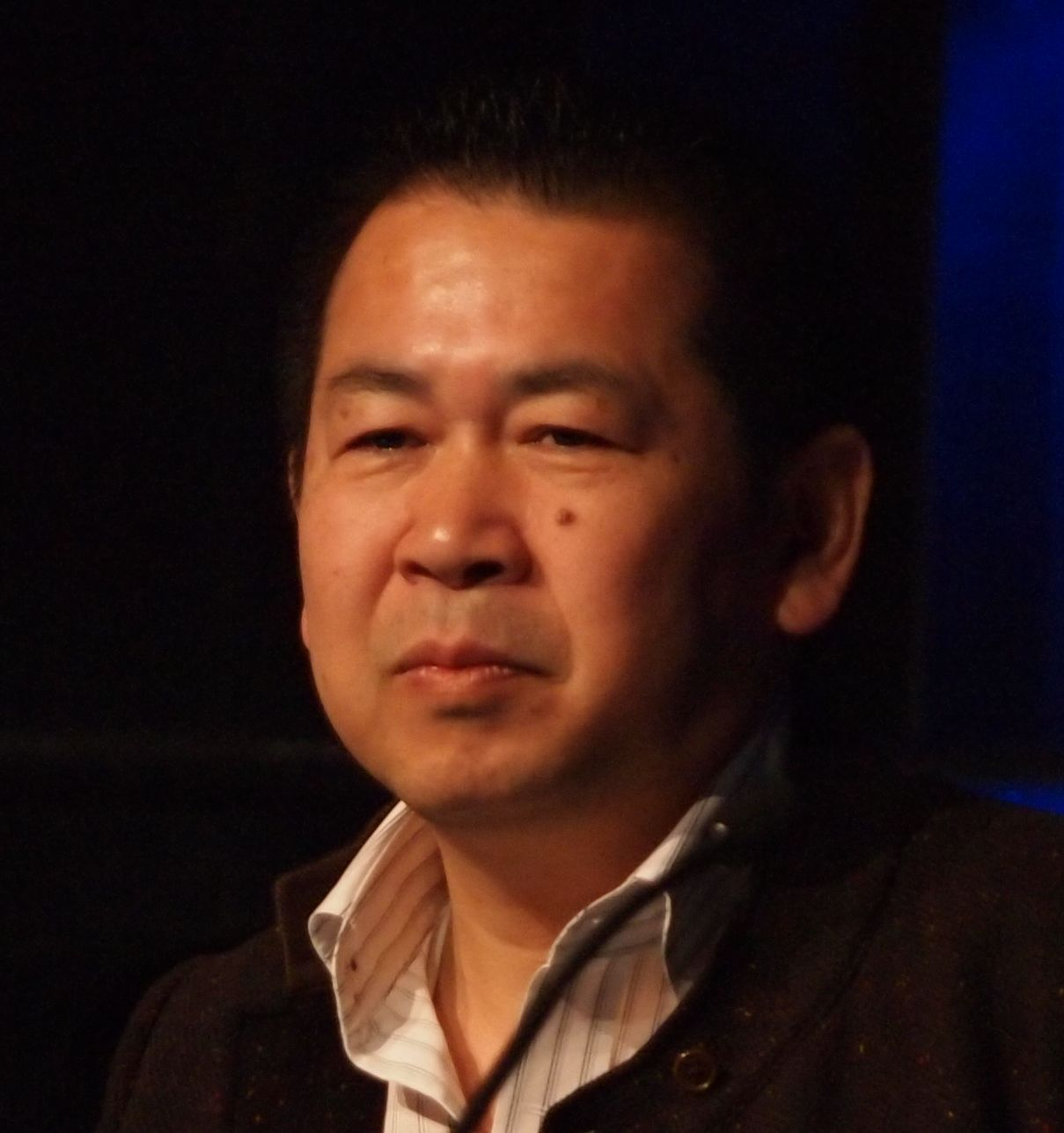
Yu Suzuki en 2011.

Le développement de Space Harrier débute seulement lorsque celui d'Hang-On est terminé, soit mi-juillet 1985. C'est un projet qui à l'origine a pour but de créer un jeu avec un siège ou un cockpit en mouvement. À l'instar d'Hang-On, ce deuxième gros succès de Yū Suzuki n'est pas au départ un concept inventé par lui, bien que ce projet le conforte en tant que concepteur majeur dans le domaine de l'arcade. De son côté, Suzuki aurait voulu développer un jeu d'aventure ou un jeu de rôle en 3D, mais les délais de production sont en contradiction avec ses désirs personnels. Il s'appuie sur un game design document de 100 pages entièrement remplies recto-verso, qui détaille le projet d'un jeu de combat aérien se déroulant dans un univers en trois dimensions, et dont le titre est « quelque chose Harrier » (« Something Something Harrier », selon les déclarations originales de Suzuki en anglais, ayant oublié le début). Harrier (en) est en réalité issu du nom d'un avion de chasse capable de décoller et d'atterrir verticalement. Ces documents sont réalisés et rédigés par un concepteur de sa division nommé Ida,. Ce projet met en scène un avion de chasse piloté par le joueur dans un univers réaliste, qui peut envoyer des missiles sur des cibles placées au sol, mais aussi dans les airs,,. Le réalisme de ce concept ne gêne pas Suzuki, puisqu'il affectionne cette approche, qu'il a notamment précédemment utilisée sur Hang-On. De plus, ce jeu est censé afficher des effets complexes à produire pour le matériel de l'époque, comme de la fumée, du feu et des explosions. La phase de test auprès des joueurs en salle d'arcade débute, mais le jeu ne trouve pas son public. Pour Suzuki, ce projet n'est pas mauvais, mais il est trop en avance sur son temps, et les capacités matérielles existantes à cette époque trop limitées,. Ce concept est donc rapidement abandonné.

### Redéfinition du concept et influences
Sega et Suzuki décident de reprendre le projet et de l'adapter pour le rendre plus attrayant. Ce dernier retravaille donc tout le design. Des changements sont effectués à cause de la puissance de calcul nécessaire trop importante, pour afficher l'avion de manière réaliste sous différents angles de manière fluide, compte tenu des limitations matérielles du système d'arcade à disposition,. En outre, Suzuki précise que la taille de l'avion masquait le comportement des ennemis et empêchait les joueurs de les cibler. L'équipe s'oriente ainsi vers un avatar plus petit. Suzuki est obligé de simplifier l'avion, qu'il transforme et devient un simple humain tel qu'il est dans le jeu, de sorte que l'affichage de l'avatar soit moins exigeant en matière de capacités mémoire graphique,. En outre, pour Suzuki, modéliser un humain est beaucoup plus facile, et ce personnage n'a pas en plus besoin d'être réaliste. Par la sorte, il opte pour l'introduction d'un seul gros sprite, tout en minimisant le nombre d'images nécessaires pour l'animer (seulement 5 à 6). Toutefois, Suzuki constate que ces modifications ôtent tout l'intérêt du jeu. L'équipe décide alors de réorienter le thème de l'univers dans une ambiance de science-fiction, puisqu'il y a déjà un humain qui peut voler partout sur l'écran. L'univers devient progressivement la Fantasy Zone,  un monde aux couleurs psychédéliques tenté de fantasy, de science-fiction et de surréalisme, sous l'influence de plusieurs aspects.

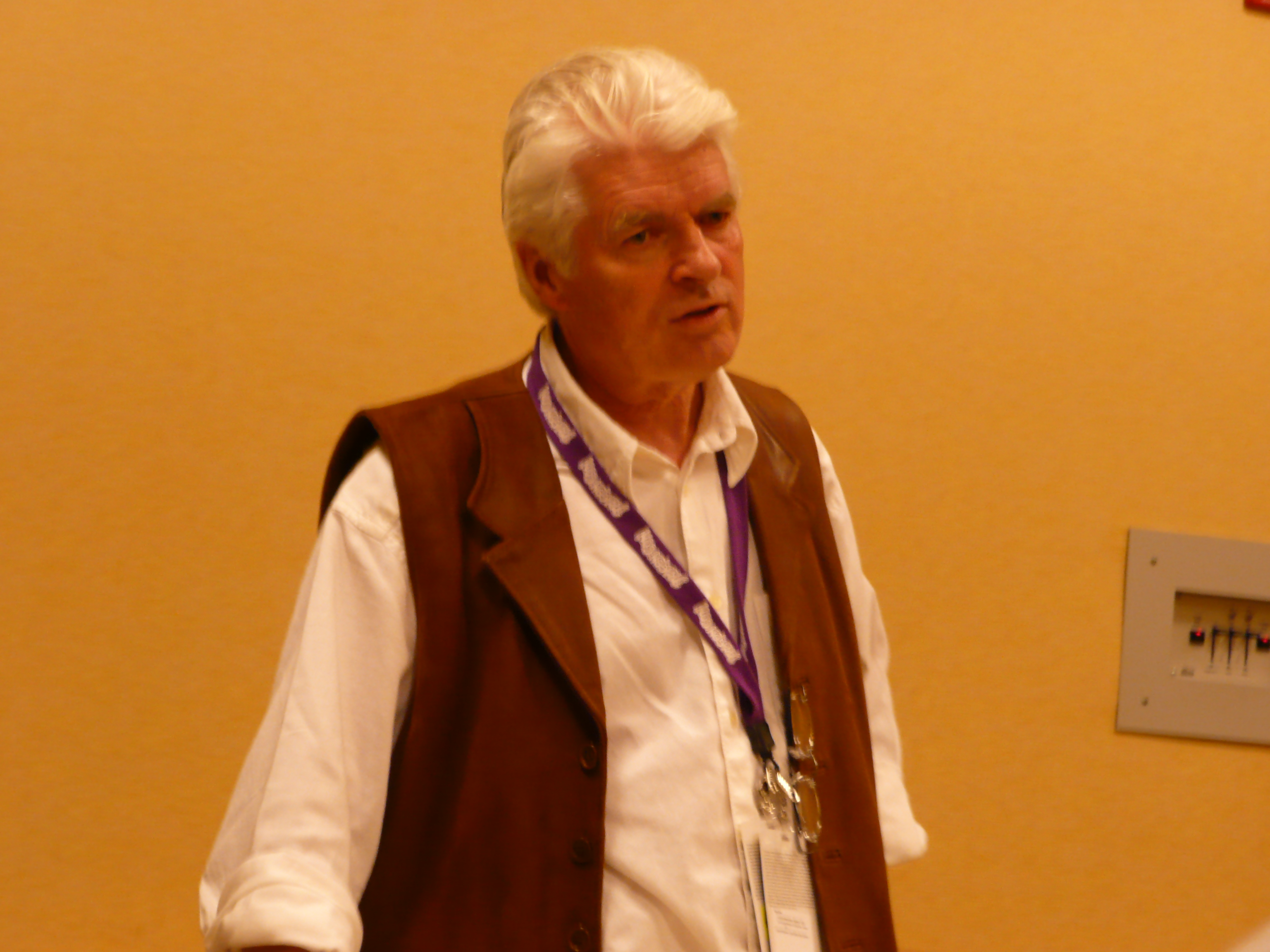
Yu Suzuki s'inspire du travail de Roger Dean, pour réaliser l'univers du jeu.
Il s'inspire également du film L'Histoire sans fin, qu'il apprécie (notamment du personnage de Falkor, le dragon porte-bonheur dans le film).

Yū Suzuki s'inspire de plusieurs éléments de la culture pop. Tout d'abord, l'univers est retravaillé sous les influences du travail de Roger Dean, dont Suzuki apprécie le travail, et qui a entre autres réalisé la couverture d'un album du groupe de rock progressif Yes. C'est également en raison d'un character designer de l'équipe qui est fan de l'artiste et qui veut faire un hommage à son travail. Suzuki s'inspire du film L'Histoire sans fin, qu'il apprécie. La séquence où Harrier monte sur le dragon pour détruire des éléments de décor est inspirée du film. Suzuki s'appuie également sur une série d'animation qu'il affectionne aussi, Cobra dans laquelle le personnage a un canon laser dans son bras, pour modéliser le personnage principal Harrier,,. L'influence de cette franchise est assez tardive, puisque lors de la présentation en septembre 1985 lors de l'AM Show, le choix du personnage n'est pas arrêté et seul le réacteur se déplaçant seul est affiché à l'écran. Suzuki décide de prendre des éléments de chacune de ces œuvres pour créer un univers de science-fiction et de fantasy. Le robot ennemi est également modélisé à partir du personnage de la série d'animation Gundam appelé Rick Dom. Il est même au départ appelé Dom dans le jeu, mais certains portages changent le design et le nom pour celui de Barrel,. Tous les aspects mecha sont amenés par Satoshi Mifune, un desginer de l'équipe qui est fan de ce thème de science-fiction. Le jeu intègre des éléments de différentes cultures comme des dragons Chinois, des têtes de statues de l'île de Pâques,.

### Gestion des capacités matérielles et conception
Suzuki rencontre toutefois certaines difficultés, notamment une opposition assez forte chez Sega. Ses supérieurs estiment qu'un jeu du type shoot 'em up en trois dimensions sera un échec. À l'époque en 1985, si des jeux à défilement horizontal ou vertical connaissent des succès, aucun shooter en 3D n'est parvenu à s'imposer comme une réussite commerciale. Ainsi, la division des études de marché de Sega demande à Suzuki de ne pas faire ce genre de jeu. Selon elle, ces échecs sont imputables au fait que les cibles sur lesquelles doivent tirer les joueurs sont trop petites dans ce mode d'affichage des graphismes,. Sega en fait l'expérience avec les jeux Buck Rogers: Planet of Zoom et SubRoc-3D qui ne trouvent pas vraiment leur succès, et en tire notamment ces conclusions,. Afin de donner des chances de succès au projet, Suzuki décide de s'assurer que le joueur puisse atteindre les cibles. Pour cela, il met en place un système de visée garantissant que la cible puisse être touchée. Si le joueur est proche d'une cible quand il tire, il fait mouche ; mais si la cible est éloignée, le tir est manqué, s'il n'est pas précis. En conséquence, la réussite d'un tir est déterminée par le moment où le joueur tire par rapport au placement de chaque ennemi. La distance entre l'avatar et la cible est prépondérante, et si un tir est approximatif mais celle-ci peu distante, le tir est dévié pour toucher cette dernière à coup sûr.
Malgré le passage à un système doté d'une architecture 16 bits à partir de Hang-On et des « capacités graphiques de pointe » permettant l'usage de nombreux sprites et plus de 32 000 couleurs, le processus de développement est régulièrement soumis à des limitations. Certains éléments surréalistes sont donc la conséquence même des limitations matérielles de la plate-forme, outre le personnage principal volant. Par exemple, Suzuki dévoile que les champignons géants ne nécessitent pas beaucoup de mémoire et ont été choisis pour cette raison. L'équipe façonne donc ce nouvel univers tout en restreignant les éléments demandant de grosses capacités mémoire. Ainsi, l'univers surréaliste permet à l'équipe de ne pas se soucier de problématiques de perspectives, et d'afficher des objets identiques sous n'importe quel angle, de sorte que le nombre d'images nécessaires aux animations soit réduit. Pour compenser la relative simplicité des animations, l'équipe propose de déplacer les ennemis très rapidement et d'afficher chaque image seulement pour un laps de temps très court, ce qui rend le « jeu rapide et actif ». Le sol en damier participe à l'effet de vitesse. N'utilisant pas la totalité du framebuffer, l'équipe peut utiliser un calque séparé pour l'arrière-plan. Elle essaye de nombreuses configurations, mais utilise finalement une palette de couleurs pastel permettant de réaliser des nuances dans le ciel. L'équipe utilise également un buffer de ligne, qui l'empêche de mettre beaucoup d'objets en ligne, si bien qu'elle est obligée de disperser les objets à l'écran. Au départ, Suzuki tente de développer un algorithme peu gourmand en ressources matérielles pour gérer la détection de collision entre le personnage et les ennemis. Mais il finit par conclure que c'est inutile, et le jeu ne comporte donc pas cette fonctionnalité traditionnellement utilisée. Il s'appuie sur les positions de l'avatar et de chaque ennemi pour permettre au programme de connaitre la distance et le nombre d'images à afficher avant la rencontre, si bien qu'un algorithme supplémentaire pour détecter ce moment est inutile. L'affichage du ciel est aussi issu d'un bug d'affichage, en relation avec le vidage de la RAM sur le système d'arcade. Alors que l'équipe a réalisé ce décor, elle est obligée de rajouter une fonction pour désactiver cet effet. Hayao Nakayama passe régulièrement voir les avancées des différentes divisions directement dans les bureaux, et dès qu'il voit des graphismes acceptables dans un jeu en développement, il exige qu'il soit publié. Suzuki met alors en place un interrupteur dissimulé sous le bureau permettant de désactiver certains effets et en réalité masquer les avancées. Les données des graphiques des personnages représentent 1,2 mo. Certains sprites sont composés de plusieurs sprites, par exemple pour proposer des animations ou des changements de couleurs. C'est un moyen de limiter les besoins en capacité matérielle. C'est cette approche qui est utilisée pour créer les boss, qui sont composés d'au moins huit sprites, mais souvent les mêmes. Ceux-ci bougent en séquence, de sorte qu'ils produisent un effet 3D, et ils n'utilisent des animations nécessitant que peu d'images. Le processus de développement est de plus en plus court chez Sega et oblige l'équipe à créer un nouveau boss toutes les deux semaines, soit six en trois mois. Certains concepts les concernant se répètent, et seulement quelques-uns sont vraiment inédits. De plus, les limitations de temps sont aussi une raison pour laquelle le dernier niveau est un boss rush reprenant les précédents déjà combattus. La présence de certains éléments au premier plan à l'écran comme les tirs ou certains ennemis permet aussi de masquer les limitations en matière d'animation des éléments partiellement recouverts.
En matière de level design, Suzuki opte pour un gameplay linéaire, car il estime que cela correspond mieux à ce jeu qui permet de voler. Il s'assure que les ennemis sont assez variés pour ne pas lasser le joueur, et l'équipe place certains ennemis sur les côtés pour obliger le joueur à déplacer la borne grâce aux vérins. Suzuki rajoute également des éléments passifs (arbres, colonnes…) en plus des menaces actives dans le jeu, que le joueur peut détruire ou éviter sans augmenter drastiquement la difficulté de jeu. L'équipe intègre cependant des objets indestructibles, qui selon Suzuki amènent de l'intérêt, et parfois des scènes « amusantes », comme lorsque les tirs rebondissent sur certains d'entre eux. Si le gameplay peut paraître simple puisque la profondeur peut être aperçue dès le premier niveau, il n'en est pas moins « solide ». Puisque chaque ennemi arrive en ligne droite et vise le protagoniste, le simple déplacement en permanence sans repasser trop souvent au même endroit permet d'éviter totalement les confrontations tout en tentant d'éliminer les menaces, jusqu'à chaque combat contre les boss. Suzuki choisit donc d'alterner des phases de non-confrontation et d'évitement avec celles d'éliminations obligatoires. L'équipe se garde de présenter tous les ennemis dès les premiers niveaux, comme le font certains développeurs de jeu d'arcade en raison des durées limitées de parties et du nombre peu élevé de joueurs capables d'avancer dans le jeu. Elle s'assure de pouvoir toujours proposer de nouveaux ennemis au fur et à mesure que le joueur progresse dans le jeu. Si le jeu offre les passages d'utilisation frénétique du bouton de tir, les stages bonus permettent une alternance ne nécessitant pas l'usage de bouton. L'équipe soigne les arrière-plans pour mieux permettre au joueur de s'immerger dans l'univers, alors que la plupart des shoot 'em up jusque-là ne proposent que des fonds noirs.
Finalement, Suzuki réécrit la totalité du document décrivant le projet, mais veut conserver un élément du précédent travail, et conserve donc le titre « Harrier » en hommage à Ida. Suzuki choisit de rajouter « Space » dans le titre pour son côté fantastique. Il intègre également une sorte de clin d'œil au développeur. Il donne le nom d'Ida aux têtes de statues de l'île de Pâques volantes en référence à ce concepteur, car « il avait vraiment une grosse tête ». Le processus de développement du jeu est finalement assez court. L'équipe est composée de huit personnes. Elle peut parfois dormir dans les bureaux avoisinants qui sont vides, puisque l'entreprise a déménagé, mais l'équipe du jeu est restée pour terminer le projet, avant d'être transférée[pas clair]. À cette époque, tous les dessins sont réalisés sur du papier, avant d'être convertis en informatique. En 2010, Suzuki dévoile qu'en premier lieu, il conçoit entièrement l'environnement en trois dimensions, avant de le retranscrire par rétro-ingénierie en deux dimensions.

### Borne et système d'arcade
Space Harrier est commercialisé dans une borne deluxe de la série des taikans de Sega (« body sensation » en anglais, soit « sensation corporelle » en français), qui suit tous les mouvements de l'avatar à l'écran,. Le jeu est également commercialisé dans d'autres bornes, une borne verticale classique et une autre équipée d'une simple siège fixe,,. Cependant, Sega hésite à donner son accord pour la construction de la borne réactive, en raison des coûts de production élevés. Suzuki passe un accord avec son supérieur, qui accepte la construction de la borne en échange de son salaire si sa commercialisation est un échec. L'idée d'une borne avec un siège monté sur vérins est antérieure au développement de Space Harrier. Pourtant, le premier projet proposé par Yu Suzuki à Sega est une borne à mouvements gérée par un gyroscope, qui deviendra plus tard la borne R360. Comme les graphismes et la musique, le siège capable de mouvements a pour objectif de renforcer l'immersion du joueur dans le jeu. Toutefois, le jeu permet au joueur d'incarner un personnage humain qui se tient debout et qui court ou vole dans les airs, alors que la borne ressemble à un vaisseau spatial dans lequel le joueur est assis et dirige le personnage avec un manche à balais. Chaque borne comporte un joystick équipé d'un seul bouton permettant de tirer.

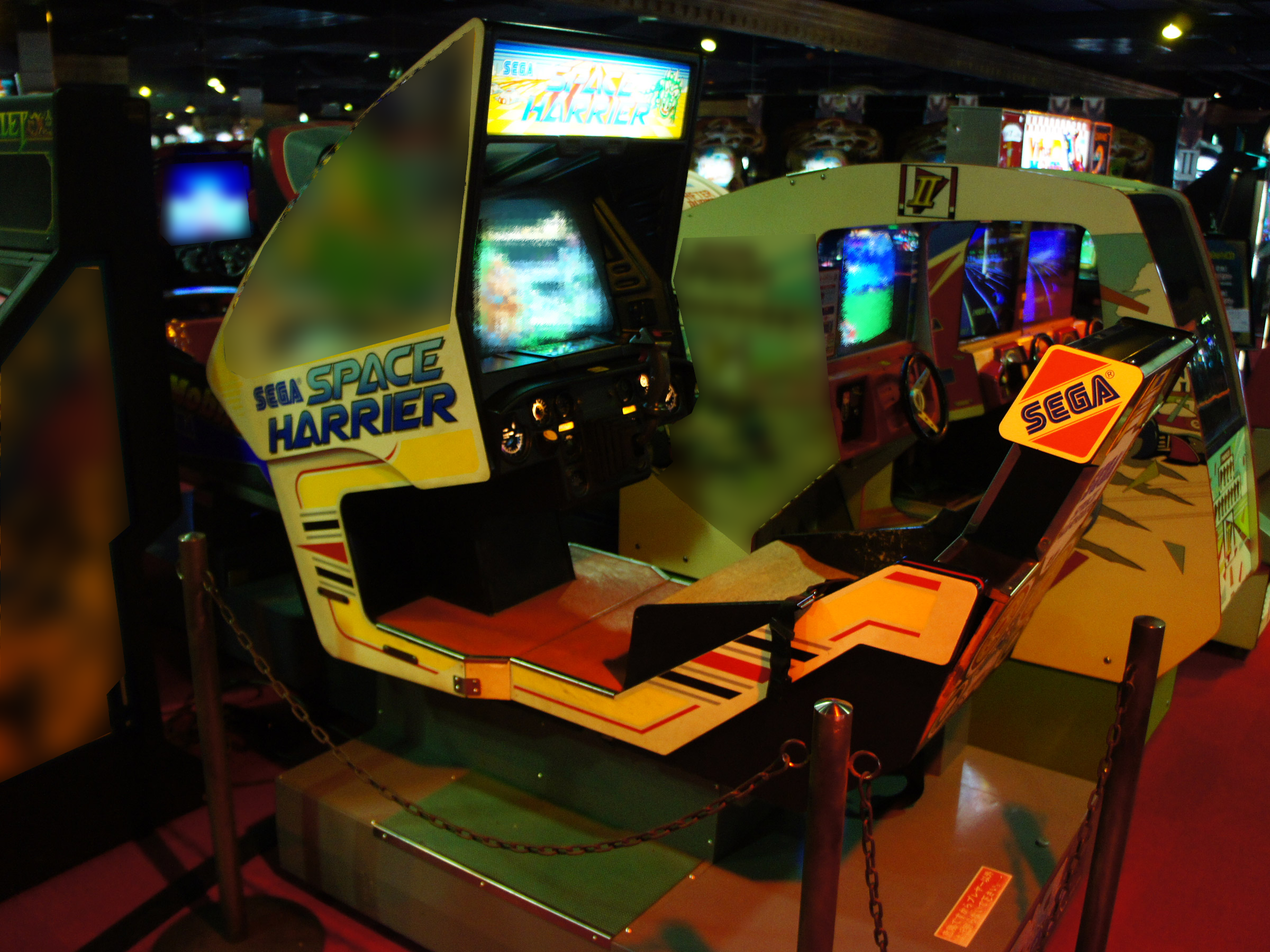
Borne d'arcade Space Harrier.

La borne est construite par une entreprise externe, appelée Mechatronics. C'est un meuble qui se présente sous la forme d'une partie mobile suspendue constituée d'un siège, solidaire de l'écran et d'un tableau de bord équipé d'un manche à balai. L'ensemble peut se déplacer verticalement, horizontalement et en diagonale dans huit directions, quelles que soient les actions du joueur sur le joystick. Les mouvements sont réalisés par un ensemble de vérins hydrauliques,,. Les mouvements de la borne sont opérés par deux moteurs, qui font tourner des vis à billes. L'un contrôle le mouvement de haut en bas du siège et l'autre de gauche à droite, travaillant de concert pour mouvoir l'ensemble. La borne est équipée d'un écran de 20 pouces, et d'un joystick analogique qui permet un mouvement à l'écran dans toutes les directions, alors que la vitesse de vol ne peut être modifiée par le joueur. Le degré de poussée et d'accélération varie en fonction de la distance de déplacement du manche dans une certaine direction,. Suzuki préfère un joystick analogique à une version numérique pour proposer les contrôles les plus simples au joueur.
Suzuki précise que la borne est secondaire dans le projet, d'ailleurs quand elle est livrée, elle est adaptée au jeu et non le contraire. Cependant, l'équipe ne joue qu'un rôle consultatif sur le matériel. Quand est venu le moment des modifications, l'équipe peut discuter de la vitesse de mouvements, de ses performances en matière de durabilité et des spécifications au sujet des commandes. Elle réalise d'ailleurs les réglages de ces dernières. Suzuki aurait apprécié que le temps de réponse du système de vérins soit plus court et que les mouvements surviennent plus promptement. La borne est équipée d'un harnais de sécurité. L'extérieur de la borne accueille un artwork représentant un dragon fortement inspiré de l'univers de Roger Dean.
Space Harrier utilise un système d'arcade qui permet la technique de zoom sur les sprites appelée Super Scaler, qui permet une mise à l'échelle en pseudo-3D des sprites à un taux de rafraîchissement élevé,. C'est l'un des premiers jeux d'arcade à utiliser des graphismes 16 bits et la technologie Super Scaler. Suzuki développe cette technologie, car il n'est pas à cette époque satisfait des capacités de vitesse d'affichage des polygones du matériel à sa disposition. Ce système, une évolution de celui utilisé par le précédent jeu Hang-On en 1985, est doté de deux Motorola 68000 dans le rôle de processeur central, chacun cadencé à 10 mhz. Il est capable d'afficher 32 000 couleurs simultanément.

### Son

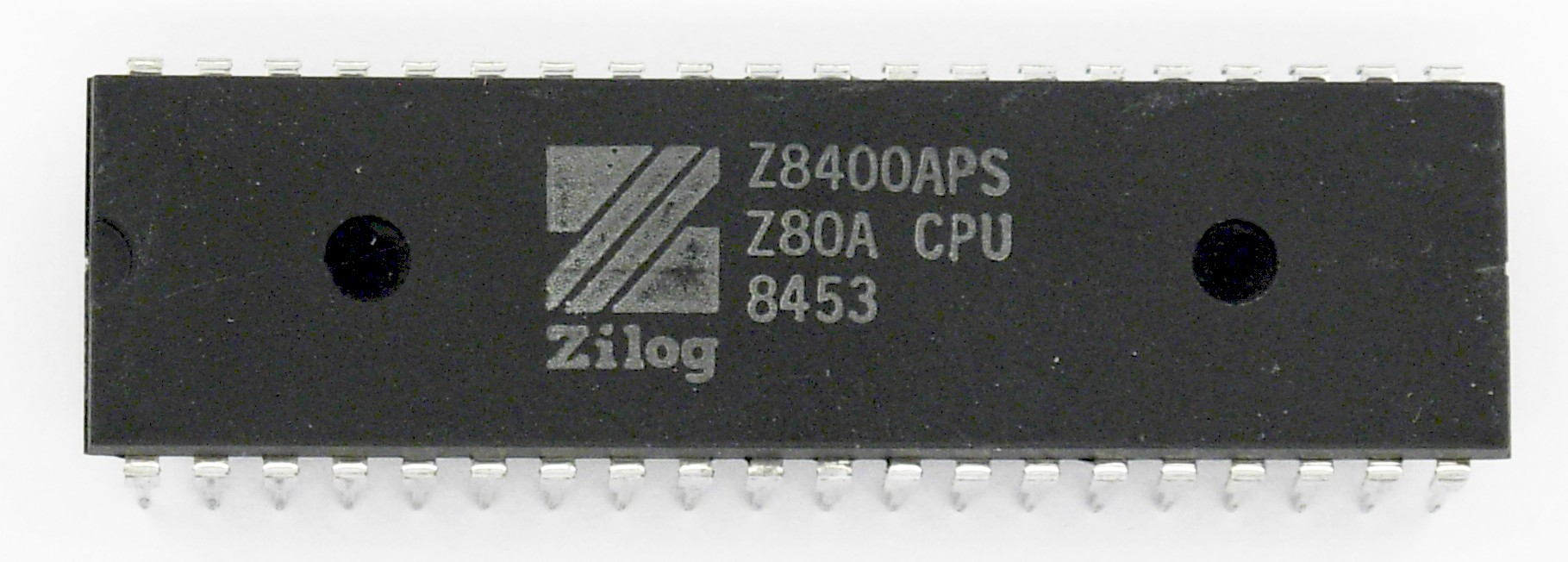
Le son est produit par un Zilog Z80, un processeur incontournable dans les jeux d'arcade dans les années 1980.

Le son est produit par un processeur Zilog Z80 cadencé à 4 mhz couplé à une puce Yamaha YM2203 et un jeu de puces PCM personnalisées. Le matériel produit aussi des voix numérisées. La bande-son est composée par Hiroshi Kawaguchi, qui compose les brouillons sur un synthétiseur Yamaha DX7 et écrit les versions finales sous forme de partition, puisqu'à l'époque, il n'a pas de séquenceur. Il ne fait donc pas le séquençage de la musique, mais réalise les patchs. Lorsqu'il finit de composer ses musiques, il appelle simplement Suzuki dans son bureau, qui vient le voir pour l'écouter jouer les morceaux sur son DX7 et avaliser les titres qui seront inclus dans le jeu. Suzuki lui demande de réaliser la partie musicale du jeu après son travail sur Hang-On, le précédent jeu de Suzuki. À cette époque, il n'est toujours pas attitré à la composition musicale des jeux Sega, mais compose pendant son temps libre. Il est obligé de produire plus de travail que pour le précédent jeu. Il estime que ce dernier était vraiment un travail d'appoint, alors que Space Harrier représente le véritable premier défi pour lui. Un des bruitages du tir rebondissant sur certains éléments est à l'origine un bug, mais l'équipe apprécie le son et le réutilise. Au départ, l'équipe omet de rendre certains objets impénétrables, et lorsqu'un tir traverse un objet, le son conservé est alors émis. La bande-son comporte douze pistes, soit trois fois plus que celle du précédent jeu, Hang-On.
Lorsqu'il présente ses attentes concernant les compositions à Kawaguchi, Suzuki à l'image du film L'Histoire sans fin en tête. Il veut aussi que chaque musique soit assez longue pour durer autant qu'un stage, sans répétition. La première chanson écrite pour le début du jeu est très longue, et après quelques discussions, elle est utilisée pour un autre stage. Pour le thème principal, Kawaguchi veut épater le joueur et créer chez lui des sensations d'« étonnement, d'espoir et d'énergie ». Pour le thème final, il essaye de composer une musique « émouvante, théâtrale et majestueuse ».

### Portages
Yu Suzuki ne participe que peu aux différentes conversions sur les diverses plates-formes. Le portage sur Master System est développé par Mutsuhiro Fujii et Yuji Naka, qui incluent un boss et une séquence de fin supplémentaires, qui sont repris dans tous les autres portages. La version Spectrum est développée par Keith Burkhill. Il a précédemment réalisé le portage de Ghosts 'n Goblins pour Elite. Il réalise toute la programmation et l'éditeur lui fournit les graphismes. Durant le développement qui prend six mois, il n'a aucun contact avec Sega, mais possède une borne du jeu pour l'essayer comme il le désire, obtenue contractuellement pour la durée du développement. Pour arriver à un bon rendu du sol en damiers, premier élément important, Burkill est obligé de faire « la chasse aux images par seconde ». La synchronisation des objets au sol est un défi pour éviter les problèmes d'assemblage. Il utilise un tableau pour convertir les coordonnées Z en Y, qui est généré en même temps que les images au sol préalablement pivotées. Il qualifie cette méthode de bricolage. Il passe beaucoup de temps sur le réglage du gameplay, une faiblesse qu'il concède constater sur certains des titres qu'il développe. Il estime que l'œil d'un autre développeur aurait pu aider à améliorer le jeu, mais il précise qu'à cette époque, chaque développeur réalisant un portage était obligé de tout réaliser en solo,.

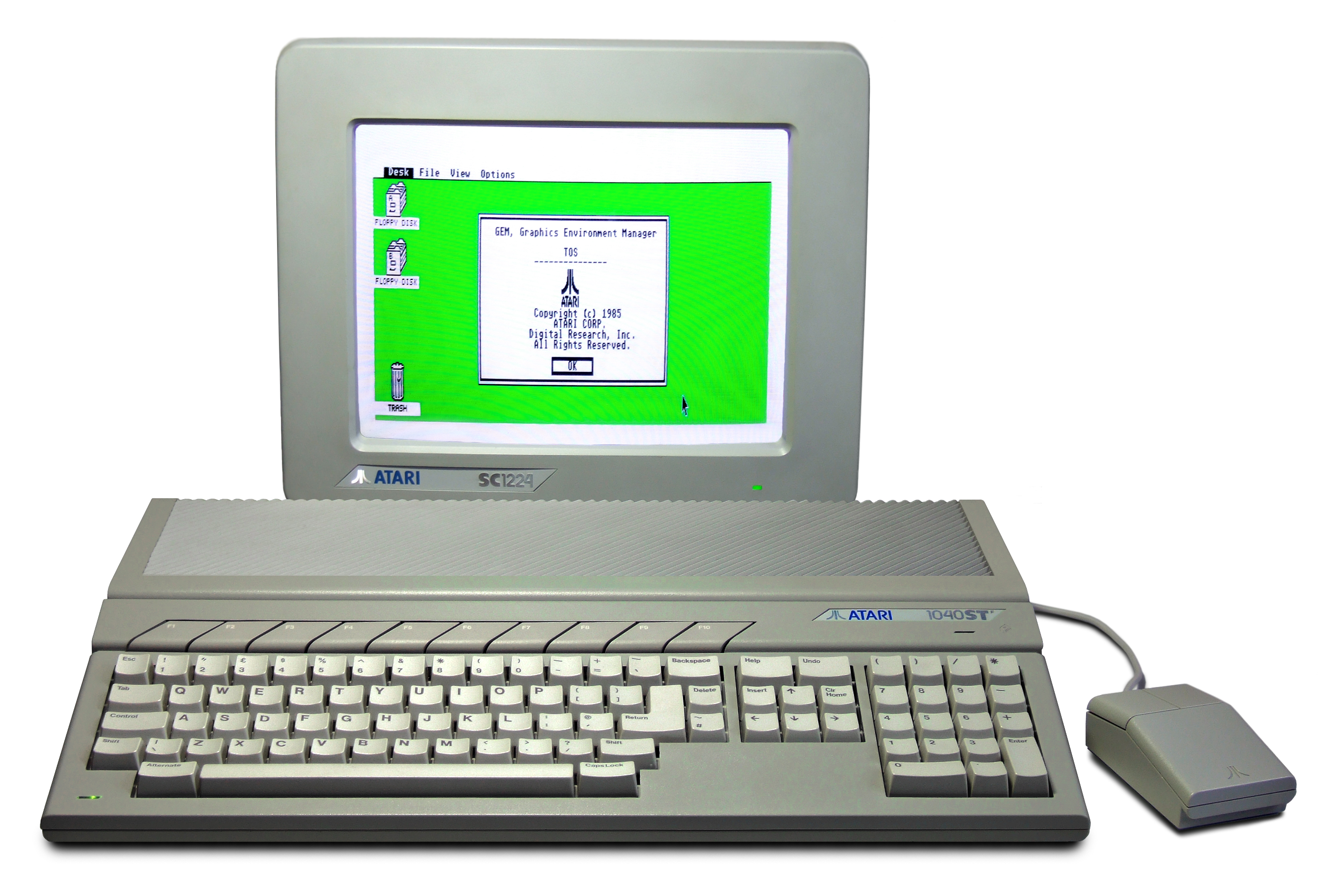
La version Atari ST est programmée par le Français Paul Cuisset, programmeur et l'un des futurs fondateurs de Delphine Software.

La version Atari ST est réalisée par le Français Paul Cuisset, programmeur et l'un des futurs fondateurs de Delphine Software, notamment concepteur de jeux comme Les Voyageurs du temps ou Flashback pour Delphine. Il n'a pas le jeu, et est obligé d'aller le filmer en cachette sur la borne sur laquelle il peut jouer sur les Champs-Élysées, alors que son épouse prend des notes sur le comportement et les vagues d'ennemis. Rester fidèle à l'original a été un défi et techniquement compliqué,,. La partie graphique de cette version est réalisée par Michaël Sportouch, futur président de Game One, qui a aussi travaillé pour Infogrames ou Activision,. Il participe aussi à la version Amiga, avec Darrin Stubbington. Jeff Spangenberg et Richard Frankish participent à la programmation du portage sur Amiga, alors que la musique est composée par Jason C. Brooke,,. La version Commodore 64 est programmée par Chris Butler. La version Amstrad CPC est entièrement programmée et réalisée par Paul Hunter.

## Commercialisation
Space Harrier sort en décembre 1985 en salle d'arcade au Japon, puis dans le reste du monde. Le jeu est dévoilé lors de l'Amusement Machine Show de septembre 1985. Il est commercialisé sous forme de trois bornes différentes, dont deux versions verticales, l'une classique et une seconde équipée d'un siège,. La troisième est une borne de la série des taikans de Sega, équipée d'un siège monté sur vérins hydrauliques, qui suit tous les mouvements de l'avatar à l'écran,.
Space Harrier est par la suite porté sur de nombreuses plates-formes de jeu à domicile. Elite Systems obtient les droits d'édition sur de nombreux ordinateurs en Occident. Les versions Amiga et Atari ST sont sorties sous forme de deux disquettes vendues séparément, la première pour le programme et la deuxième pour des données. En 1990, Grandslam (en) commercialise une version du jeu incluant le contenu des deux disquettes. La seconde disquette de la version Amiga est sortie sous le titre Space Harrier: Return to the Fantasy Zone,. La version CPC, basée sur la version Spectrum, est également sortie sur cassette. Les versions Spectrum, C64 et CPC sont par la suite rééditées par Encore (label appartenant à Elite),,. La version ST est commercialisée dans une offre groupée avec l’ordinateur, sous le nom ST Discovery Pack.
En 1986, Space Harrier est publié sur Sega Mark III au Japon,,. Il sort aussi cette année-là sur ZX Spectrum,,,,, et Amstrad CPC,. En 1987, il parait sur Commodore 64, et sur Master System,, puis en 1988 sur PC-Engine (Nec Avenue),, et Atari ST,,,. En 1989, il est publié sur Amiga,, PC (DOS),. Le jeu est porté sur Game Gear, en 1991, sur Mega Drive 32X en 1994,,,, connu durant le développement sous le titre Super Space Harrier,.
En plus du portage initial sur Sega Mark III, le jeu est converti sur de nombreuses plates-formes uniquement disponibles au Japon. Space Harrier est porté par Dempa en 1987 sur Fujitsu FM-77 et Sharp X68000, en 1988 sur Sharp X1, NEC PC-60 et PC-88. En 1988, un portage du jeu est réalisé par Kazuhiro Furuhata vers l'ordinateur MZ-700 et publié, avec l'accord de Sega, dans le magazine japonais Oh!X en sur une disquette jointe en octobre 1988, dans la série de logiciels « Pas impossible sur MZ-700 ». Le jeu est porté par Takara en 1989 sur Famicom,,. Il est porté en 1996 sur Sega Saturn dans la collection Sega Ages sous le titre Sega Ages vol. 2 Space Harrier,,. Un portage du jeu sur Android est publié au Japon le 15 juillet 2011. Le jeu peut être affiché en 3D stéréoscopique.
Space Harrier est également adapté sous forme de jeu électronique par Tiger Electronics en 1989,.

## Accueil
| Aperçu des notes reçues             |          |
| ZX Spectrum                         |          |
| Média                               | Notes    |
| Computer and Video Games (UK)       | 8,5/10   |
| Your Sinclair (UK)                  | 9/10     |
| Sinclair User (UK)                  | 5/5      |
| Crash (UK)                          | 77 %     |
| Amstrad CPC                         |          |
| Média                               | Notes    |
| Computer and Video Games (UK)       | 8,75/10  |
| Joystick (FR)                       | 80 %     |
| Your Computer (UK)                  | 4/5      |
| Amstar (FR)                         | 13/20    |
| Amstrad Accion (ES)                 | 8,6/10   |
| Commodore 64                        |          |
| Média                               | Notes    |
| Commodore User (UK)                 | 8/10     |
| Zzap!64 (UK)                        | 45 %     |
| ASM (DE)                            | 9/12     |
| Happy Computer (DE)                 | 64 %     |
| Commodore Force (UK)                | 42 %     |
| Master System                       |          |
| Média                               | Notes    |
| Génération 4 (FR)                   | 89 %     |
| Tilt (FR)                           | 16/20    |
| Mean Machines Sega (UK)             | 32 %     |
| Power Play (DE)                     | 6/10     |
| PC-Engine                           |          |
| Média                               | Notes    |
| Computer and Video Games (UK)       | 89 %     |
| ASM (DE)                            | 6/12     |
| Electronic Gaming Monthly (US)      | 7,75/10  |
| Joystick (FR)                       | 82 %     |
| Atari ST                            |          |
| Média                               | Notes    |
| Tilt (FR)                           | 17/20    |
| ST Action (UK)                      | 75 %     |
| ACE (UK)                            | 729/1000 |
| Génération 4 (FR)                   | 91 %     |
| The Games Machine (UK)              | 85 %     |
| ST Amiga Format (UK)                | 83 %     |
| Computer and Video Games (UK)       | 6/10     |
| Amiga                               |          |
| Média                               | Notes    |
| Videogame and Computer World (IT)   | 7/10     |
| Zzap!64 (UK)                        | 85 %     |
| The Games Machine (UK)              | 87 %     |
| CU Amiga 64 (UK)                    | 81 %     |
| Computer and Video Games (UK)       | 82 %     |
| Amiga Computing (UK)                | 87 %     |
| Amiga User International            | 8/10     |
| Antic's Amiga Plus (US)             | 3,5/5    |
| Famicom                             |          |
| Média                               | Notes    |
| Famitsu (JA)                        | 23/40    |
| ファミリーコンピュータMagazine (JA) | 18,01/30 |
| Game Gear                           |          |
| Média                               | Notes    |
| Joystick (FR)                       | 90 %     |
| Sega Pro (UK)                       | 71 %     |
| Consoles + (FR)                     | 52 %     |
| Player One (FR)                     | 80 %     |
| Mega Drive 32X                      |          |
| Média                               | Notes    |
| Player One (FR)                     | 77 %     |
| Consoles + (FR)                     | 70 %     |
| VideoGames (UK)                     | 6/10     |
| Mean Machines Sega (UK)             | 49 %     |
| GamePro (US)                        | 4/5      |
| Sega Saturn                         |          |
| Média                               | Notes    |
| Sega Saturn Magazine (JA)           | 8/10     |
| Famitsu (JA)                        | 21/40    |

### Critiques de la version originale
La version originale de Space Harrier reçoit un accueil assez dithyrambique de la part de la presse spécialisée lors de sa sortie et est un succès important dans les salles d'arcade. Les critiques apprécient le gameplay très rapide et l'univers inhabituel, comme sa bande-son. Certaines imputent cette réussite à la borne équipée de vérins hydrauliques et d'autres au gameplay, mais toutes s'accordent à dire que le jeu est un véritable succès marquant l'histoire des jeux d'arcade. Pour une partie des observateurs, la borne munie d'un siège mouvant est responsable de la réussite du jeu. Pour The Games Machine, c'est le meuble montée sur vérins hydrauliques qui attire l'attention en premier lieu, pas le gameplay et les visuels. Computer and Video Games estime que le siège hydraulique en fait « l'un des titres les plus excitants dans les salles d'arcade ». Pour Zzap!64, Space Harrier est le premier jeu d'une période obsessionnelle de Sega pour les bornes hydrauliques et les gameplay très rapides en 3D. Pour le magazine, l'intérêt de la borne réside dans tous les effets périphériques, tels que les visuels, les voix numérisées et la musique, la borne hydraulique, donnant un sentiment d'immersion permettant de masquer que ce n'est qu'un simple jeu de tir sans réflexion. Computer and Video Games estime que le système hydraulique est « fabuleux », ce qui en fait « l'un des jeux d'arcade les plus intéressant ». La borne procure un effet d'immersion donnant l'impression d'être dans un autre monde. Mais pour Computer and Video Games, ce sont les graphismes qui ont marqué l'esprit des joueurs, notamment certains designs comme les dragons chinois. L'affichage en trois dimensions est « troublant », aidé par la vitesse de l'action et les effets de perspective, notamment du sol, ceux-ci étant qualifiés de « meilleur qu'il ait été possible de voir ». Le magazine note des arrière-plans multicolores « incroyables » et apprécie le système qui permet de continuer la partie lorsque le joueur a perdu, d'autant plus que le niveau de difficulté est assez élevé. Le magazine juge l'action très rapide. Pour Sinclair User, les « fabuleux » graphismes en 3D très colorés, la borne capable de mouvements sont à couper le souffle. Computer and Video Games voit aussi des graphismes « à couper le souffle ». Sinclair User qualifie la sensation de mouvement d’« incroyable », qui procure « une grande dose d'adrénaline ». Selon Sinclair User, l'expérience est qualifiée de « remuante », le jeu imposant une action très rapide et un usage très répétitif du tir, alors que la borne se déplace dans tous les sens suivant l'avatar à tous les endroits de l'écran. Le magazine déclare que Space Harrier fait « hérisser les poils et est un grand plaisir ». Pour Computer and Video Games, l'action est très rapide. Computer Gaming World le décrit comme un « marathon de destruction à la première personne », et le définit comme « le meilleur shoot 'em up arcade de l'année ». ACE le qualifie de « succès » dans les salles d'arcade. Crash qualifie le jeu de « fantastique lorsqu'il est sorti en 1986 », et Your Sinclair de « shoot 'em up arcade ultime ». En janvier 1988, Génération 4 le définit comme l'un des plus grands jeux d'arcade jamais créés. Tilt évoque « un triomphe » dans les salles d'arcade. Computer and Video Games estime que le jeu a marqué les salles d'arcade et est devenu « l'un des hits monstrueux de l'année 1986 en arcade ».

### Critiques des conversions
La conversion de Space Harrier sur ZX Spectrum reçoit globalement un accueil mitigé de la part des critiques, qui reconnaissent ses qualités, mais qui relèvent toutes une bande-son moyenne, et qui pour moitié constatent les concessions effectuées au niveau des graphismes, inhérentes aux capacités de la plate-forme, alors que les autres apprécient les graphismes. Selon Sinclair User, c'est visuellement « un chef-d'œuvre […] psychédélique » avec des paysages « totalement étranges ». L'univers est qualifié d'« abstrait » mais « énormément crédible ». Le magazine estime que la conversion est une réussite technique remarquable. L'animation du sol et les mouvements des ennemis sont justement imités et donnent une bonne impression de vitesse. Mais le magazine considère que le point le plus remarquable est le personnage joueur, « large et détaillé », ainsi que l'effet lorsque le sol, qui donne l'impression de sauter jusqu'au ciel, qualifié de « superbement reproduit ». Computer and Video Games juge le scrolling « rapide et fluide », l'animation du personnage fluide et sans scintillement malgré la vitesse, et l'animation du sol en damiers presque parfaite. Your Sinclair estime que la conversion d'un jeu d'arcade sur une plate-forme moins puissante perd forcément au change, notamment visuellement. Le héros se confond parfois avec les décors ou les vagues d'ennemis, réduisant la jouabilité, ce qui rajoute un aspect de chance pure qui n'est pas présent dans le jeu original. Selon Crash, l'action se déroule à une vitesse raisonnable. Le portage tente de présenter des visuels détaillés et qui sont au-dessus de la moyenne, mais cela amène des problèmes pour distinguer correctement l'action à l'écran de temps à autre. Sinclair User remarque que la plupart du contenu de l'original a été transposé, notamment un grand nombre de niveaux et la plupart des ennemis. Il note cependant que la difficulté n'est pas si élevée et que peu de stratégie doit être mis en place. Le magazine estime ainsi que le jeu est « étonnamment bon », mais qu'il pourrait souffrir d'un manque de rejouabilité. Crash estime également que la difficulté n'est pas très élevée. Your Sinclair relève peu de défauts mis à part l'absence du siège hydraulique. Le magazine regrette toutefois que le système qui permet de continuer le jeu lorsque le joueur a perdu n'ait été abandonné. Crash éprouve également une lassitude rapide à jouer au jeu et regrette l'absence des sensations produites par la borne d'arcade. Computer and Video Games regrette la partie sonore du jeu. Your Sinclair juge le son « bon », mais « manquant d'amplification ». De son côté, Crash qualifie l'aspect sonore de « médiocre ».
Le portage sur Amstrad CPC reste apprécié grâce à la vitesse de l'action et pour avoir réussi à capturer l'esprit du jeu original, malgré des graphismes et un son très simplifiés à cause des limitations de la plate-forme. Pour Amstar, si la conversion respecte le scénario de l'original, « les graphismes des ennemis ont subi une cure de simplification qui les réduit à de simples traits multicolores ». Mais le magazine n'est pas étonné de ces grandes limitations du jeu, qu'il qualifie de « haut en couleur ». Il juge cependant l'action rapide et bien animée. Joystick évoque avec humour un cauchemar pour les cancres en géométrie, face à ces formes polygonales et ces ronds affichés à l'écran. Lui aussi note une action rapide. Le magazine relève une bande-son ayant également  perdu à la conversion. Pour Your Computer, malgré des graphismes composés de simples lignes, sans aucun détail, le jeu parvient à son grand étonnement à capturer l'essence du jeu d'arcade.
La version Commodore est considérée comme limitée, mais reçoit un bon accueil. Au premier abord, les graphismes et le son souffrant des limitations matérielles de la plate-forme peuvent sembler « pathétiques », selon Commodore User. Le magazine fait remarquer que si les graphismes d'un jeu n'ont jamais présentés un 3D de cette qualité, il existe de nombreux glitchs. Il estime cependant que le jeu parvient à retranscrire la sensation de vitesse du vol et de peur face aux ennemis, et juge l'action très rapide. Le jeu est jugé comme une conversion de qualité parmi les dix meilleurs shoot 'em up sur C64. Commodore Force juge l'action « très rapide », tellement que le jeu devient « injouable ». Le niveau de difficulté élevé conduit le personnage joueur à mourir sans cesse, « réduisant à néant tout le plaisir de jouer ». Zzap!64 juge le jeu très rapide, parfois difficile à jouer, mais regrette les différences avec la version originale, autant dans les visuels que dans les fonctionnalités absentes, ou celles qui sont différentes. Les graphismes sont considérés comme « bons » et le son « médiocre ». Le jeu est qualifié de jouable, « pas indispensable », et de « rien de plus qu'un shoot 'em up cher et très limité » et rapidement lassant.
Le portage sur Master System est jugé meilleur que les versions sorties sur ordinateurs 8 bits. Mean Machines Sega relève un gameplay identique à l'original, et quelques nouveaux ennemis. Pour le magazine, le jeu peut être attractif principalement pour les fans du jeu original. Selon Génération 4, la conversion est « loin d'être aisée », mais est pourtant « une réussite ». Le jeu est qualifié de « formidable, rapide et graphiquement superbe ». Le magazine juge les « musiques variées » et les « bruitages excellents ».Tilt considère que cette version est l'une des meilleures cartouches disponibles sur la console Master System. Il juge le portage très fidèle à l'original et offrant du plaisir à jouer. Le magazine remarque des graphismes en 3D pleine (pas en fil de fer) et une très bonne vitesse d'exécution, « à la limite des capacités de la console ». Le magazine relève un seul bémol qu'il estime ne pas porter atteinte au niveau général de qualité du jeu : certains éléments en masquent d'autres à l'écran, avec des conséquences « parfois désastreuses ». Computer Gaming World voit des graphismes « vraiment impressionnants », avec une grande variété d'ennemis et d'objets. De surcroît, le magazine note la vitesse « frénétique » de l'action. Il regrette cependant que le personnage se fige lorsqu'il est touché par un ennemi.
La conversion sur PC-Engine est appréciée lors de sa sortie et est considérée comme assez proche de l'original. Computer and Video Games relève que le jeu reprend quasiment tout le contenu de son modèle en restant assez fidèle. Il juge les graphismes en 3D « rapides, fluides et convaincants », avec « des sprites et des arrière-plans colorés et détaillés ». Pour le magazine, « le jeu n'est pas seulement beau », il est « brillamment jouable », et son gameplay est « difficile » et « addictif ». Selon Electronic Gaming Monthly, la conversion est réussie et reste un bon jeu. Le magazine remarque une action très rapide et des ennemis agressifs. Cependant, il estime le jeu assez ancien et déjà vu, qu'il peut plaire aux fans de la franchise. Joystick estime que le son de cette version est très bon, meilleur que ceux de tous les portages réalisés sur ordinateurs.
La version Atari ST est bien accueillie lors de sa sortie. Pour Tilt, le portage est « une réussite » et est encore meilleur que la version Master System. Le magazine relève de « beaux décors » et de nouveaux ennemis, ainsi qu'une « difficulté bien dosée ». Les graphismes sont « fins » et « bien réalisés », avec de « bonnes couleurs », et l'animation est qualifiée de « fluide et rapide ». Génération 4 qualifie également les visuels de « bien réalisés et très colorés ». Pour le magazine, « la bande-son accompagne bien l'action ». ACE juge l'action « rapide », et le jeu « graphiquement excellent », « aussi proche de la version arcade qu'il est possible ». ST Action estime que tous les aspects de la version arcade sont présents, sauf la borne hydraulique. Le magazine apprécie cette conversion grâce à des graphismes et un son de haute qualité, mais note un gameplay un peu « répétitif ». The Games Machine évoque un « excellent » portage. Le magazine estime que les temps de chargement amènent des pauses dans le gameplay et signale que les voix numérisées ne sont pas en faveur du ST. ST Amiga Format loue également le portage.
Comme sur ST, la conversion sur Amiga est louée par la presse spécialisée lors de sa sortie. Computer and Video Games remarque que l'affichage se fait sur la totalité de l'écran. Le magazine apprécie la conversion sur ce système 16 bits et juge l'ensemble bien meilleur que les versions 8 bits comme sur Amstrad CPC, ZX Spectrum ou Commodore 64. Amiga Computing remarque que la souris est moins précise que le joystick. La qualité des voix numérisées est critiquée, alors que la clarté et la vitesse des sprites est « étonnante ». Zzap!64 constate des visuels fluides en plein écran et un jeu d'action très rapide. Le magazine est impressionné par la qualité de la conversion. The Games Machine comme CU Amiga 64 jugent également la conversion réussie,.
Retro Gamer teste la version PC. Pour le magazine, elle est équivalente à la version Atari ST, mais a l'avantage d'être beaucoup plus rapide.
Le portage sur Game Gear est jugé comme une réussite, mais tardif. Pour Génération 4, ce portage est tout à fait adapté à la console portable, bénéficiant d'une réalisation « très honnête », même si parfois, il existe « des problèmes de visibilité ». Consoles + considère le jeu comme une très bonne adaptation. Cependant, le magazine peste contre tous les objets et éléments, qui sont en réalité plats, et affichés dans des décors qui ont eux seuls une vraie perspective. Il relève aussi des problèmes de détection de collision. Joystick apprécie les graphismes malgré quelques problèmes d'affichage de sprites bien qu'ils soient « riches en couleurs et finement colorés ». Player One apprécie le portage, mais juge la difficulté élevée. Le magazine apprécie cependant le mot de passe permettant de recommencer une partie à l'endroit où la précédente partie s'est arrêtée.
La conversion sur Mega Drive 32X est jugée comme l'une des plus proches de l'original, mais la majorité des critiques se demande l'intérêt de publier le portage d'un jeu aussi ancien. Player One estime que c'est la meilleure conversion créée jusque-là, grâce aux capacités de la plate-forme. Elle est jugée très proche sans en atteindre la qualité. Le magazine estime qu'aucun des problèmes du jeu original n'a été réglé, comme une action confuse causée par un grand nombre d'éléments arrivant trop rapidement à l'écran, et répétitive aussi bien dans le gameplay qu'au niveau des graphismes. Il conclut que le jeu est « sympa mais bourrin », et destiné aux fans du jeu d'arcade. Consoles + n'est pas mécontent de retrouver Space Harrier sur la plate-forme et note que le jeu est bien plus complet visuellement que son aîné sur Master System. Le magazine qualifie les graphismes d'« agréables », le personnage est « maniable » et la « durée de vie est assez bonne ». Il regrette que la conversion n'apporte pas vraiment quelque chose de nouveau. GamePro décèle des graphismes plus proches de l'original, lumineux avec des couleurs fluorescentes, qui comme le son sont solides. VideoGames constate avec évidence les améliorations graphiques, mais ne peut s'empêcher de se poser la question de l'intérêt d'« un jeu aussi ancien ». C'est aussi l'avis de Mean Machines Sega qui doute de la pertinence du portage, même si le magazine relève les qualités graphiques du jeu.
Retro Gamer teste toutes les versions portées sur les plates-formes de jeu japonaises. La version Famicom présente des « visuels nets » et un mouvement « fluide » des sprites. Cependant, les concessions faites en rapport aux capacités de la plate-forme ont obligé les développeurs à en réduire la taille de façon importante, alors que ceux-ci souffrent de bugs d'affichage qui les font « fortement clignoter ». La version Fujitsu FM-77 est jugée visuellement comparable à la Master System, reproduisant « assez bien » la bande-son. La conversion sur Sharp X68000 est qualifiée de « rapide et fluide », grâce à ses capacités matérielles importantes et a l'intérêt de proposer tout le contenu présent dans la version Master System. Bien qu'il soit « fidèle au jeu d'arcade », « rapide et jouable », le portage sur NEC PC-88 présente des lacunes majeures, la plupart des objets sont rectangulaires. La version PC-60 comporte quant à elle moins de couleurs et moins de sprites. Le portage sur Sharp X1 est jugé meilleur que les versions sur ordinateurs NEC, grâce à la « préservation de la vitesse » et la « jouabilité », tout en « rajoutant visuellement des couleurs et des détails ». Cette version MZ-700 autorisée par Sega est qualifiée de « plutôt jouable », mais avec des visuels « incroyablement abstraits ». Selon Retro Gamer, la version Sega Saturn règle les problèmes de la conversion sur Mega Drive 32X et a l'avantage de proposer une option permettant d'utiliser les contrôles analogiques ajoutant de l'authenticité à l'expérience de jeu. Pour Official Sega Saturn Magazine, les deux versions sont si identiques qu'il n'est pas possible de les différencier. Mais le magazine s'interroge sur l'intérêt de publier un jeu au gameplay aussi simple datant de plus d'une dizaine d'années, sur une console capable de bien plus que ce jeu.
Les versions dématérialisées publiées sur la console virtuelle de la Wii sont assez moyennement accueillies. IGN juge la version Master System très moyenne, aussi bien au niveau des visuels qu'au niveau du gameplay, à cause d'un personnage difficile à contrôler. Eurogamer juge la version arcade au-dessus de cette dernière, mais regrette les problèmes de graphismes saccadés et d'objets masquant l'action à l'écran,.

## Postérité

### Série et importance
Space Harrier est l'un des grands succès de Yū Suzuki, qui le conforte dans sa position parmi les meilleurs développeurs de l'industrie vidéoludique, et comme « étoile montante » chez Sega. Le jeu et le travail de Suzuki contribuent énormément à la notoriété de Sega. Le succès du jeu prend une tout autre ampleur que celui de son prédécesseur Hang-On. La borne mue par des vérins hydrauliques assure à Space Harrier un succès « immédiat » et le statut de jeu culte du jour au lendemain. C'est l'un des premiers jeux d'arcade à proposer cette technologie. Elle devient le centre d'attraction des salles d'arcade où elle est proposée. Pour le magazine français Arkadia, Space Harrier est un « emblème en puissance de cet âge d'or », un « monstre sacré ». Pour Retro Gamer, Space Harrier est un shoot 'em up hypnotisant, qui n'a pas seulement lancé le sous-genre du rail shooter, mais a également amélioré la technologie du Super Scaler mise au point pour Hang-On. Grâce à sa popularité, Space Harrier figure parmi les jeux connaissant le plus de conversions sur différentes plates-formes.
Paradoxalement, Space Harrier permet au joueur d'incarner un personnage humain qui se tient debout et qui court ou vole dans les airs, alors que la borne ressemble à un vaisseau spatial dans lequel le joueur est assis et dirige le personnage avec un manche à balai, sans que personne relève cette incohérence. De plus, Space Harrier reste tout de même l'une des seules productions de Suzuki s'éloignant d'un certain réalisme et ce décor de science-fiction, né dans le but de contournement de limitations matérielles, est souvent « considéré comme une anomalie ». C'est également l'un des premiers shoot 'em up affiché dans une vue à la première personne de l'histoire. Le jeu conserve toujours un certain attrait trente ans après sa sortie, selon Suzuki, parce qu'aucun jeu ne lui ressemble et qu'il est facile à contrôler et de toucher l'ennemi, ce dernier point étant le plus remarquable. Pourtant, le système de visée directe n'a pas vraiment été repris, et c'est plutôt celui d'After Burner qui sera par la suite maintes fois imité par de nombreux shoot 'em up. Dès 1987, Yu Suzuki revient au même genre, et réussit à réaliser le concept originellement pensé, grâce à ce jeu.
Space Harrier est nommé pour le titre des Golden Joystick Awards du meilleur jeu de l'année 1986, où il classé second avec Gauntlet, derrière Uridium. Le jeu est également nommé pour le prix du Tilt d'or du meilleur jeu de l'année 1987, que remporte Marble Madness. VideoGames and Computer Entertainment lui décerne une « honorable mention » dans la catégorie meilleur jeu d'action de l'année sur console, alors que le titre est décerné à Blaster Master.
Après Space Harrier, Hiroshi Kawaguchi devient compositeur à temps plein chez Sega. Il considère donc le jeu comme une grande étape à titre personnel, même si a posteriori, il juge parfois les musiques qu'il a composées pour le jeu assez simplistes. Selon Retro Gamer, les voix numérisées annonçant « Welcome to the Fantasy Zone! », « Get ready! » et « You’re doing great! » sont devenus iconiques, à l'instar de certaines musiques de boss ou le thème des high scores nommé White Summer. 
Satoshi Tajiri, créateur de la franchise Pokémon, a indiqué lors d'une interview avoir été impressionné par la borne capable de mouvements et par le fait qu'elle était équipée d'une ceinture de sécurité.
Fort du succès de ce premier opus, Sega produit plusieurs suites auxquelles vont prendre part d'autres développeurs de Sega parmi les plus notables, notamment Naoto Ōshima (designer de Sonic), Kotaro Hayashida (planificateur d'Alex Kidd in Miracle World), et Toshihiro Nagoshi (réalisateur de Super Monkey Ball). Space Harrier devient donc une série à succès composée de plusieurs suites et d'un spin-off. En 1988, une suite en trois dimensions stéréoscopique grâce aux lunettes 3-D SegaScope, est publiée sur Master System sous le titre Space Harrier 3-D,,. Elle propose plusieurs niveaux inédits,. Cette année-là, la suite intitulée Space Harrier II est publiée en arcade puis sur de nombreux systèmes, notamment sur Mega Drive, où elle fait partie des titres de lancement dans toutes les zones,. En 2000, un spin-off de la série est édité en arcade sous le titre Planet Harriers. Ce spin-off fonctionne sur le système Sega Hikaru, et sur une borne assise double, qui permet de jouer en multijoueur à deux en coopération dans la même partie. Il n'intègre pas Harrier, mais de nouveaux personnages. En février 2002, Space Harrier est adapté au Japon sur PC avec le gameplay de The Typing of the Dead, sous le titre Typing Space Harrier. Le jeu reste identique, mais au lieu de tirer sur ses ennemis, le joueur doit taper correctement les mots qui lui sont proposés (en japonais), pour en venir à bout.
Dans une interview de 2015, Yū Suzuki dévoile son intérêt à créer un nouveau jeu Space Harrier dans lequel il serait lui-même impliqué. En 2011, le site GameZone le place dans sa liste de franchises qu'il aimerait voir reprises par un studio de développement tel que PlatinumGames. En 2017, le site IGN place Space Harrier dans sa liste des treize franchises Sega qu'il aimerait voir revenir sur le devant de la scène.

### Rééditions, compilations etremakes

#### Compilations et rééditions
Space Harrier est réédité dans de nombreuses compilations. La version Sega Saturn est rééditée dans le monde entier dans la compilation appelée Sega Ages sortie en 1997 sur la même console,,. Le jeu est également inclus dans une compilation généralement appelée Yu Suzuki Game Works vol. 1, aux côtés des jeux After Burner II, Out Run, Power Drift et Hang-On. Ce GD-ROM Dreamcast est livré avec l'ouvrage Yu Suzuki Game Works vol. 1 retraçant la carrière de Yu Suzuki, uniquement commercialisée au Japon en 2001,. En 2005, une compilation intitulée Space Harrier: Complete Collection (Sega Ages vol. 20) est commercialisée sur PlayStation 2, regroupant plusieurs jeux de la série, notamment les versions Master System et arcade de Space Harrier, Space Harrier 3-D et Space Harrier II. La version arcade de Space Harrier est rééditée en 2003 sur Game Boy Advance dans la compilation Sega Arcade Gallery, aux côtés des jeux After Burner, Out Run, Super Hang-On,. Le jeu est réédité sur Spectrum et CPC dans la compilation The Story So Far vol. 2 en 1989, et dans Thrill Time Platinum en 1990 sur Spectrum, C64 et CPC,,,,. La version Amiga est rééditée dans la compilation appelée Finale sortie en 1991.
La version Master System de Space Harrier est rééditée sur la console virtuelle de la Wii le 23 juillet 2008 au Japon, le 17 octobre 2008 en Europe, et le 3 novembre 2008 en Amérique du Nord. La version arcade est également publiée l'année suivante sur la console virtuelle le 26 mars 2009 au Japon, le 26 mai 2009 en Europe et en Amérique du Nord le 15 juin 2009.

#### Caméos eteaster eggs
La version arcade est disponible dans Shenmue et Shenmue II respectivement sortis sur Dreamcast en 1999 et 2001, sous forme de mini-jeux dans une salle d'arcade virtuelle,, incluant tous deux la possibilité de gagner des motos miniatures sous forme de gashapon,. Dans Sonic and All-Stars Racing Transformed, Ryo Hazuki pilote la borne d'arcade du jeu original durant une course. Dans Daytona USA, si le joueur s'enregistre sous le pseudonyme « S.H » (Space Harrier) dans la liste des high score, le thème principal de Space Harrier est joué,. Sega Superstars Tennis sorti en 2008 et Bayonetta 2 sorti en 2010 proposent des mini-jeux inspirés de Space Harrier,. La version arcade du jeu est déblocable dans Sega Mega Drive Ultimate Collection. Space Harrier peut être joué dans la salle d'arcade virtuelle présente dans le jeu Yakuza Zero sorti en 2015 sur PlayStation 3 et 4, et dans Yakuza 6 sorti en 2016 sur PS4 (Toshihiro Nagoshi, producteur et concepteur de la franchise Yakuza, a également créé une spin-off de la franchise Space Harrier intitulé Planet Harriers, sorti en 2000 en arcade). À l'instar de ce dernier, le jeu peut être joué dans Fist of the North Star: Lost Paradise sorti en 2018 sur PlayStation 4.
En février 2016, un DLC pour Dariusburst: Chronicle Saviours, rajoutant un vaisseau, une musique remixée du jeu original Space Harrier et plusieurs niveaux, est publié sous le titre Dariusburst: Chronicle Saviours - Space Harrier,.

#### Remakes
Un remake du jeu réalisé par M2 est édité dans la collection Sega Ages au Japon en 2003 sur PlayStation 2 sous le titre Sega Ages 2500 Series vol. 4: Space Harrier. Cette version est rééditée dans le monde entier dans la compilation Sega Classics Collection en 2005,. Le jeu figure dans la compilation Sega 3D Fukkoku Archives sorti uniquement au Japon sur Nintendo 3DS en 2016.
En décembre 2012, 3D Space Harrier, un remake en trois dimensions stéréoscopique de Space Harrier développé par M2, est commercialisé en version dématérialisée sur Nintendo 3DS, dans la gamme 3D Classics. Cette version reprend trait pour trait le gameplay de l'original,,. M2 développe le jeu en collaboration avec Sega CS3 pendant 18 mois. Yosuke Okunari (Sega CS3) estime que le processus est presque impossible, partant d'un sprite 2D pour le porter en trois dimensions, et qu'il est préférable de repartir de zéro,,,. Le jeu inclut une fonctionnalité qui permet au joueur d’utiliser le gyroscope de la Nintendo 3DS pour simuler l'expérience de la borne d'arcade motorisée, en inclinant la console d'un côté ou de l'autre, permettant à l'avatar de se déplacer à l'écran grâce à ces mouvements. Une option permet d'activer des bruitages sonores reproduisant les bruits de la borne et des vérins.
Le 10 septembre 2018, la réédition de la version Nintendo 3DS sur Nintendo Switch dans la gamme Sega Ages est annoncée sine die. Les fonctionnalités liées à la vision stéréoscopique ne seront cependant pas incluses,,.

#### Produits dérivés
En 1986, Sega commercialise au Japon une série de puzzles d'après ses franchises à succès, dont Space Harrier. En 1987, la compilation Sega Taikan Game Special parue au Japon regroupe les bandes-son de quatre taikans de Sega dont Hang-On, Space Harrier, Out Run et After Burner,. En 1997, la bande-son est publiée au Japon conjointement à celle de Hang-On sous le titre Yu Suzuki Produce: Hang-On / Space Harrier. En 2005, un album regroupant plusieurs bandes-son de la franchise Space Harrier est commercialisé au Japon sous le titre Space Harrier II: Space Harrier Complete Collection - Original Soundtrack. En 2018, Data Discs réédite la bande-son du jeu sous le titre Data 016: Space Harrier.

#### Influences
Le succès de Space Harrier a ouvert la voie à la création de quelques clones, proposant un gameplay de type shoot 'em up en vue à la troisième personne, affiché en trois dimensions. En 1987, Square publie le jeu 3-D WorldRunner sur NES, qui imite Space Harrier. Cette année-là, un autre clone est publié sur Famicom par Pony Canyon, sous le titre Attack Animal Gakuen,. Le jeu sorti par Namco en 1990 sous le titre de Burning Force imite également Space Harrier.

#### Contenu généré par les utilisateurs
En 2011, un fan adapte également le jeu sur les ordinateurs de la famille Atari 8-bits.

### Liens avec la franchiseFantasy Zone
Space Harrier partage une connexion non officielle avec une autre franchise de Sega, Fantasy Zone. Les deux séries sont supposées se situer dans le même univers. L'une des raisons est une phrase issue du jeu Space Harrier, « Welcome to the Fantasy Zone » (« Bienvenue dans la Fantasy Zone »). Pourtant, le concepteur de Fantasy Zone Yoji Ishii a réfuté cette information dans une interview de 2014, malgré la présence de plusieurs éléments de chaque univers dans les deux franchises.
De plus, un crossover a été produit mais n'est jamais sorti. Space Fantasy Zone est un jeu annulé datant de 1991, qui mixe la franchise Space Harrier et Fantasy Zone. Ces deux franchises ont toujours partagé certains éléments comme leur univers, la Fantasy Zone. Cet hybride prévu sur PC-Engine CD est développé par NEC Avenue. Le jeu est alors presque terminé, les ROM non-finalisées ayant fuité depuis l'annulation permettant de jouer à un jeu se révélant jouable. Le vaisseau Opa-Opa, avatar de la franchise Fantasy Zone dans des shoot 'em up à défilement horizontal, se retrouve dans une vue à la troisième personne affichée grâce à une fausse 3D. En plus de reprendre la perspective et le gameplay de Space Harrier, Space Fantasy Zone intègre plusieurs ennemis du bestiaire de celui-ci. Le jeu hérite également de plusieurs éléments de Fantasy Zone, comme certains ennemis, les décors, et du système de magasin, appelé Weaponalds (mot-capsule formé de Weapon et McDonald's),. Plusieurs médias comme Electronic Gaming Monthly, Consolemania ou Video Games relatent à cette époque la sortie du jeu, qui ne vient par la suite jamais,,.
Dans le spin-off de la franchise Space Harrier, édité uniquement en arcade sous le titre Planet Harriers, Opa-Opa (le vaisseau de la série Fantasy Zone) apparaît sous forme de personnage caché, bien que l'action de ce jeu ne prenne pas place dans la Fantasy Zone,,.

### Interviews
1. 1 2 3 4 5 6 7 8 9 10 11 12 13 14 15 16 17 18 19 20 21 22 23 24 25 26 27 28 29 30 31 32 33 34 35 36 37 38 39 40 41 42  スペースハリアーの30年II, Interview des développeurs.
2. 1 2 3 4 5 6 7 8  (ja) SKIPCITY Channel, « Yu Suzuki Interview - Childhood - SEGA - Arcade Games - Game Creation » [vidéo], sur YouTube, 1er décembre 2016.
3. 1 2 3  (ja) « Game Music Core: Special Interview », sur Game Music Core, mars 2009.
4. ↑  (en) « Jason C. Brooke / Binary Design, Musicon Design », sur C64.com, 3 février 2012.
5. ↑  (ja) 株式会社インプレス, « 「3D 獣王記」まさかのオンラインインタビュー!? 」 », sur Game Watch,‎ 29 mai 2013.
6. ↑  (ja) 株式会社インプレス, « 「3D スペースハリアー」インタビュー 「SEGA AGES」から「バーチャルコンソール」、そして3DSにいたるまでの道のり », sur GAME Watch,‎ 26 décembre 2012 (consulté le 5 février 2019).

### Ressources secondaires
1. 1 2 3 4 5 6 7 8  « Golden Age: Space Harrier », Arkadia, no 2,‎ octobre 2003, p. 30.
2. 1 2 3 4 5 6 7 8 9 10 11 12 13 14 15 16 17 18 19 20  (en) Levi Buchanan, « Space Harrier Retrospective », sur IGN, 5 septembre 2008, p. 1-4.
3. 1 2 3 4 5 6  (en) Rich Stanton, « Space Harrier retrospective », sur Eurogamer, 7 juillet 2013.
4. 1 2  (en) Levi Buchanan, « Space Harrier Review », sur IGN, 17 novembre 2008.
5. 1 2 3 4 5 6 7  Tony Mott, 1980s: Space Harrier (1985), p. 303-304.
6. 1 2 3 4 5  Benjamin Berget, 3. Space Harrier (1985), p. 77-84.
7. 1 2 3 4 5 6 7 8 9 10 11 12 13 14 15 16 17 18 19 20 21 22 23 24 25 26 27 28 29 30 31 32 33 34 35 36 37 38 39 40 41 42 43 44 45 46 47 48 49 50 51 52 53 54 55 56 57 58 59 60 61 62 63 64 65  (en) « Making of: Space Harrier », Retro Gamer, no 145,‎ août 2015, p. 22-31.
8. 1 2 3 4 5 6 7 8 9 10 11 12 13  (en) « Coin-op Conversions: Space Harrier », Retro Gamer, no 6,‎ juillet 2004, p. 36-37.
9. 1 2 3 4 5  (en) Giles Hill, « Vertical take-off and laughing: Space Harrier », sur The Register, 18 février 2014.
10. 1 2 3 4  (en) « Coin-Op Capers #2: Space Harrier », Retro Gamer, no 69,‎ octobre 2009, p. 68-75.
11. 1 2 3 4 5 6 7 8 9 10 11 12 13 14 15 16 17 18 19 20 21 22 23 24 25 26 27 28  (en) « History of: Space Harrier », Retro Gamer, no 98,‎ janvier 2012, p. 80-85.
12. 1 2 3 4 5 6 7 8 9 10 11 12 13 14 15 16 17  (en) James Mielke, « The Disappearance of Yu Suzuki: Part 2 », sur 1UP.com, 2012, p. 4.
13. 1 2  (ru) « Interview Yu Suzuki », Strana Igr,‎ novembre 2013.
14. ↑  (en) « Arcade Perfect #3: Space Harrier », Retro Gamer, no 164,‎ janvier 2017, p. 28-29.
15. 1 2 3 4 5 6  Ken Horowitz, Space Harrier (December 1985), p. 100-102.
16. ↑  (en) Martin Robinson, « Out Ran: Meeting Yu Suzuki, Sega's original outsider », sur Eurogamer, 22 mars 2015.
17. ↑  Ken Horowitz, Hang-On (U.S.-October 1985), p. 92-97.
18. ↑  (en) Ryan Lambie, « The lost thrill of the cockpit arcade cabinet », sur Den of Geek, 3 juin 2010.
19. ↑  Steven L. Kent 2001, The Tsunami HilS Japan, p. 501.
20. ↑  (en) Travis Fahs, « IGN Presents the History of SEGA », sur IGN, 21 avril 2009.
21. ↑  (en) John D. Vince, Handbook of Computer Animation, Springer-Verlag, 2003, 244 p. (ISBN 978-1-4471-1106-1), p. 4-5.
22. 1 2 3 4 5 6 7 8 9 10  (en) « Space Harrier », Computer and Video Games, no 63,‎ janvier 1987, p. 14-15.
23. ↑  « Paul Cuisset : Scénariste et Programmeur », Joystick, no 1,‎ janvier 1990, p. 46-49.
24. 1 2 3  « Space Harrier », Génération 4, no 5,‎ septembre-octobre 1988, p. 67.
25. ↑  « Michael Sportouch, PDG de Game One », sur Stratégies, 27 août 2001.
26. ↑  (en) « From the Archives: Delphine Software International », Retro Gamer, no 158,‎ août 2016, p. 60-65.
27. ↑  (en) « Delphine in Deep », The One, no 10,‎ juillet 1989, p. 23.
28. ↑  (en) « Across the Pond: An interview with Darrin Stubbington », Retro Gamer, no 166,‎ février 2017, p. 72.
29. ↑  (en) « Elite Takes Commands », The One, no 11,‎ août 1989, p. 18.
30. ↑  (en) « Metroid Primed », sur The Escapist, 4 avril 2006.
31. 1 2 3 4 5 6  (en) « Space Harrier », Commodore User,‎ février 1987, p. 26-27.
32. ↑  (en) « Crazy People », Raze, no 4,‎ février 1991, p. 6.
33. 1 2 3  (en) « Space Harrier II », The Games Machine, no 29,‎ avril 1990, p. 30-31.
34. 1 2 3  (en) « Space Harrier », The Games Machine, no 17,‎ avril 1989, p. 25.
35. 1 2 3 4 5  « Space Harrier », Joystick, no 2,‎ avril 1990, p. 127.
36. 1 2  (en) « Space Harrier », Zzap!64, no 59,‎ mars 1990, p. 56.
37. 1 2  (en) « Mean Machines: Space Harrier », Computer and Video Games, no 100,‎ février 1990, p. 64-65.
38. ↑  (en) « The ST Discovery Pack: All the Details », New Computer Express, no 71,‎ 17 mars 1990, p. 5.
39. ↑  (ja) « スペースハリアー », Beep,‎ décembre 1986, p. 118.
40. ↑  (en) « Preview: Authentic Action from the Arcades », Crash, no 35,‎ décembre 1987, p. 157.
41. 1 2  (en) « Big Budget: Space Harrier », Crash, no 74,‎ mars 1990, p. 47.
42. 1 2  (en) « Space Harrier », Your Sinclair, no 13,‎ janvier 1987, p. 26.
43. ↑  (en) « Space Harrier », Sinclair User, no 96,‎ mars 1990, p. 82.
44. 1 2 3  « Space Harrier », Amstar, no 6,‎ février-mars 1987, p. 45.
45. 1 2 3 4 5  (en) « Video Gaming World », Computer Gaming World, no 51,‎ septembre 1988, p. 51.
46. 1 2  (en) « Space Harrier - Sega », ACE, no 1,‎ octobre 1987, p. 20.
47. 1 2  « Space Harrier », Génération 4, no 2,‎ janvier-février 1988, p. 79.
48. ↑  « Space Harrier », Arcades, no 10,‎ juillet 1988, p. 30.
49. ↑  « Space Harrier », Arcades, no 10,‎ juillet 1988, p. 92.
50. ↑  (en) « Space Harrier », Zzap!64, no 44,‎ décembre 1988, p. 161.
51. ↑  « Space Harrier », Sega Visions, no 7,‎ décembre 1991, p. 41.
52. 1 2  (en) « Space Harrier », Electronic Gaming Monthly, no 29,‎ décembre 1991, p. 230.
53. ↑  (en) « Space Harrier », GameFan, vol. 3, no 2,‎ février 1995, p. 75.
54. ↑  (en) « Space Harrier », Computer and Video Games, no 157,‎ décembre 1994, p. 139.
55. ↑  (es) « La Lista de Sega Lindo », Hobby Consolas, no 33,‎ juin 1994, p. 34.
56. ↑  (en) « Super Space Harrier Sega December », GameFan, vol. 2, no 12,‎ décembre 1994, p. 137.
57. 1 2  (ja) « ファミコン ロムカセット オールカタログ » [« Édition spéciale ludothèque Famicom »], ファミリーコンピュータMagazine,‎ 10 mai 1991, p. 227.
58. ↑  (ja) « Sega Ages », Sega Magazine, no 1,‎ novembre 1996, p. 58-59.
59. 1 2 3  (en) « Retro Blast! », Official Sega Saturn Magazine, no 11,‎ septembre 1996, p. 36-37.
60. ↑  (ja) « Andoroid向けポータル「★ぷよぷよ！セガ」に「スペースハリアー」登場 », sur 4Gamer.net,‎ 15 juillet 2011.
61. ↑  (ja) « 『スペースハリアー』セガを代表するシューティングゲームがついにAndoroidへ », sur Famitsu,‎ 15 juillet 2011.
62. ↑  (en) « Grand-Stand Games », Raze, no 3,‎ noël 1990, p. 73.
63. ↑  (en) « Video Excitement in the Plam of your Hand », Computer and Video Games, no 113,‎ avril 1991, p. 37.
64. 1 2 3 4 5  (en) « Space Harrier », Your Sinclair, no 15,‎ mars 1987, p. 30.
65. 1 2 3 4 5 6 7 8 9 10  (en) « Space Harrier », Sinclair User, no 57,‎ décembre 1986, p. 36-37.
66. 1 2 3 4 5 6  (en) « Space Harrier », Crash, no 36,‎ janvier 1988, p. 28.
67. 1 2  (en) « Space Harrier », Your Computer, vol. 7, no 3,‎ mars 1987, p. 55.
68. 1 2  « Space Harrier », Amstar, no 24,‎ août-septembre 1988, p. 28.
69. ↑  (es) « El juego del mes: Space Harrier », Amstrad Accion, vol. 1, no 0,‎ février 1987, p. 8.
70. 1 2 3 4  (en) « Space Harrier », Zzap!64, no 22,‎ février 1987, p. 108-109.
71. ↑  (de) « Rasant! », ASM,‎ mars 1987, p. 10.
72. ↑  (de) « Space Harrier », Happy Computer,‎ 1986, p. 36.
73. 1 2 3  (en) « Space Harrier », Commodore Force, no 8,‎ août 1993, p. 21.
74. 1 2 3  « Space Harrier », Génération 4, no 1,‎ 4e trimestre 1987, p. 16.
75. 1 2 3 4 5  « Space Harrier », Tilt, no 49,‎ décembre 1987, p. 106, 107.
76. 1 2 3  (en) « Space Harrier », Mean Machines Sega, no 1,‎ octobre 1992, p. 136.
77. ↑  (de) « Space Harrier », Power Play, no 1,‎ janvier 1987, p. 97.
78. 1 2 3 4 5  (en) « Space Harrier », Computer and Video Games, no 90,‎ avril 1989, p. 108.
79. ↑  (de) « Space Harrier », ASM,‎ septembre 1989, p. 49.
80. 1 2 3  (en) « Space Harrier », Electronic Gaming Monthly, no 8,‎ mars 1990, p. 16.
81. 1 2  « Space Harrier », Joystick, no 3,‎ mars 1990, p. 45.
82. 1 2 3 4 5  « Space Harrier », Tilt, no 56,‎ juillet-août 1988, p. 37.
83. 1 2 3  (en) « Space Harrier », ST Action, vol. 1, no 6,‎ octobre 1988, p. 44-45.
84. ↑  (en) « Space Harrier I and II », ACE, no 15,‎ décembre 1988, p. 44.
85. 1 2 3  (en) « Space Harrier », The Games Machine, no 12,‎ novembre 1988, p. 58.
86. 1 2  « Space Harrier », ST Amiga Format, no 3,‎ septembre 1988, p. 48-49.
87. ↑  (en) « Space Harrier », computer and Video Games, no 83,‎ septembre 1986, p. 48.
88. ↑  (it) « Space Harrier », Videogame and Computer World, vol. 2, no 5,‎ mai 1989, p. 19.
89. 1 2 3  (en) « Space Harrier », Zzap!64, no 48,‎ avril 1989, p. 22.
90. 1 2  (en) « Space Harrier », CU Amiga 64, no 66,‎ mars 1989, p. 25.
91. 1 2 3  (en) « Space Harrier », Computer and Video Games, no 90,‎ avril 1989, p. 55.
92. 1 2 3  (en) « Space Harrier », Amiga Computing, vol. 2, no 1,‎ juin 1989, p. 64.
93. ↑  (en) « Space Harrier », Amiga User International, vol. 3, no 4,‎ avril 1989, p. 42-43.
94. ↑  (en) « Space Harrier », Antic's Amiga Plus, vol. 1, no 5,‎ décembre 1989-janvier 1990, p. 48-49.
95. ↑  (ja) « スペースハリアー », sur Famitsu.
96. 1 2  « Space Harrier », Joystick, no 23,‎ janvier 1992, p. 144.
97. ↑  (en) « Space Harrier », Sega Pro, no 5,‎ mars 1992, p. 59.
98. 1 2  « Flash: Space Harrier », Consoles +, no 7,‎ mars 1992, p. 34.
99. 1 2  « Space Harrier », Player One, no 17,‎ février 1992, p. 80.
100. 1 2 3 4  « Space Harrier », Player One, no 51,‎ mars 1995, p. 104.
101. 1 2 3 4  « Space Harrier », Consoles +, no 41,‎ mars 1995, p. 104.
102. 1 2  (en) « Space Harrier », VideoGames, no 74,‎ mars 1997, p. 65.
103. 1 2  (en) « Space Harrier », Mean Machines Sega, no 29,‎ mars 1995, p. 88-89.
104. 1 2 3  (en) « Space Harrier », GamePro, no 69,‎ avril 1995, p. 58.
105. ↑  (ja) « スペースハリアー », Sega Saturn Magazine, vol. 12, nos 7/26,‎ décembre 1996, p. 217.
106. ↑  (ja) « Sega Ages Vol.2 スペースハリア », sur Famitsu.
107. 1 2 3 4  (en) « Arcade Action: Arcade Show 86 », Computer and Video Games, no 53,‎ mars 1986, p. 82-83.
108. 1 2 3  (en) « The Arcade Coin-Op Giants for 1987 », Sinclair User, no 59,‎ février 1987, p. 94-95.
109. 1 2  « Space Harrier 3D », Tilt, no 56,‎ juillet-août 1988, p. 72-73.
110. ↑  (en) « Space Harrier », ACE, no 20,‎ mai 1989, p. 78.
111. ↑  « Space Harrier », Génération 4, no 40,‎ janvier 1992, p. 155.
112. ↑  (en) Lucas M. Thomas, « Space Harrier Review », sur IGN, 3 novembre 2008.
113. ↑  (en) Dan Whitehead, « Virtual Console Roundup: Space Harrier », sur Eurogamer, 26 juillet 2009.
114. ↑  (en) Sean Aaron, « Review: Space Harrier (Virtual Console / Virtual Console Arcade) », sur Nintendo Life, 31 mai 2009.
115. 1 2  (en) « Welcome (Back) to the Fantasy Zone », Edge, no 90,‎ novembre 2000, p. 60-67.
116. ↑  « Space Harrier II », ACE, no 30,‎ mars 1990, p. 39.
117. ↑  (en) « Golden Joystick Awards », Computer and Video Games, no 66,‎ avril 1987, p. 100-101.
118. ↑  « Tilt d'or 87 », Tilt, no 48,‎ fin 1987, p. 20.
119. ↑  (en) « The Year's Best Video and Computer Games », VideoGames and Computer Entertainment, no 2,‎ février 1989, p. 56-68.
120. 1 2  (en) « Space Harrier 3D », computer and Video Games, no 80,‎ juin 1986, p. 118.
121. 1 2  « Space Harrier 3D », Micro News, no 12,‎ juillet-août 1988, p. 67.
122. ↑  (en) « Space Harrier II », computer and Video Games, no 100,‎ mars 1990, p. 46.
123. ↑  (en) « Planet Harriers », Gamers' Republic, no 31,‎ décembre 2000, p. 100.
124. 1 2  « Et tu tapes tapes tapes… », sur Gamekult, 18 janvier 2002.
125. ↑  (en) Robert Workman, « Top 10 Sega Franchises That Deserve Platinum Treatment », sur GameZone, 27 septembre 2011.
126. ↑  (en) Seth G. Macy, « 13 Sega Franchises We Want Brought Back », sur IGN, 2 août 2017.
127. ↑  (en) « Sega Ages », Computer and Video Games, no 180,‎ janvier 1997, p. 75.
128. ↑  (en) « Sega Ages », Computer and Video Games, no 180,‎ novembre 1996, p. 26.
129. ↑  (en) « Sega Ages », Sega Saturn Magazine, no 15,‎ janvier 1997, p. 74-75.
130. ↑  (ja) « 鈴木裕ゲームワークス », sur Famitsu.
131. 1 2  Puyo, « Les grands classiques Sega de retour », sur Gamekult, 10 juin 2002.
132. ↑  « Deux nouveaux Sega Ages confirmés », sur Gamekult, 4 juillet 2005.
133. ↑  Logan, « Test Sega Arcade Gallery », sur Jeuxvideo.com, 24 juin 2003.
134. ↑  « The Story So Far vol. 2 », Amstar et CPC, no 38,‎ octobre 1989, p. 108.
135. ↑  (en) « Compilation Crazzy », Computer and Video Games, no 97,‎ décembre 1989, p. 92-94.
136. ↑  (en) « The Story So Far vol. 2 », Your Sinclair, no 44,‎ août 1989, p. 76.
137. ↑  « Thrill Time Platinum vol. 1 », Amstar et CPC, no 41,‎ janvier 1990, p. 108.
138. ↑  (en) « Compilation Corner », The Games Machine, no 21,‎ août 1989, p. 9.
139. ↑  (en) « Update: Finale », Computer and Video Games, no 111,‎ février 1992, p. 62.
140. 1 2  « Alien Crush Returns dispo aux USA », sur Gamekult, 3 novembre 2008.
141. ↑  « Les nouveautés de la Console Virtuelle », sur Gamekult, 17 octobre 2008.
142. 1 2  « Wii : la pêche du vendredi », sur Gamekult, 29 mai 2009.
143. ↑  (en) « Space Harrier », sur Nintendo Life.
144. ↑  « Nintendo : les jeux US à télécharger », sur Gamekult, 15 juin 2009.
145. ↑  « Gameplay Shenmue : Salle d'arcade », sur Jeuxvideo.com, 8 décembre 2009.
146. ↑  Romendil, « Test Shenmue 2 », sur Jeuxvideo.com, 29 novembre 2001.
147. ↑  (en) Matthew Reynolds, « Shenmue Capsule Toy list - where to find every gacha toy », sur Eurogamer, 28 août 2018.
148. ↑  « Shenmue II », Joypad, no 112,‎ octobre 2001, p. 100-106.
149. ↑  Boulapoire, « Sonic & All-Stars Racing Transformed va à Ryo », sur Gamekult, 2 janvier 2014.
150. ↑  (en) « The Making of: Daytona USA », Retro Gamer, no 184,‎ août 2018, p. 20-29.
151. ↑  (en) « Daytona USA », sur Gaming-History.
152. ↑  (en) Ryan Geddes, « SEGA Superstars Tennis Review », sur IGN, 19 mars 2008.
153. ↑  (en) Tom Hoggins, « Bayonetta 2 review », sur The Daily Telegraph, 20 octobre 2014.
154. ↑  (en) Lucas M. Thomas, « Head-to-Head: Sonic's Ultimate Genesis Collection vs. The Virtual Console », sur IGN, 3 mars 2009.
155. ↑  (en) Peter Brown, « Yakuza 0 Review », sur GameSpot, 19 janvier 2017.
156. ↑  Ken Horowitz, Planet Harriers (Décembre 2000), p. 242-244.
157. ↑  (en) Mike Williams, « Yakuza 6 Review », sur USgamer, 17 avril 2018.
158. ↑  Malindy Hetfeld, « Fist of the North Star: Lost Paradise review - a lesser Yakuza », sur Eurogamer, 4 octobre 2018.
159. ↑  (en) Chris Priestman, « Dariusburst Chronicle Saviours Getting DLC Based On Sega Classics », sur Siliconera, 23 février 2016.
160. ↑  (en) James Cunningham, « DariusBurst Chronicle Saviours Getting Second Round of Sega-Based DLC », sur Hardcore Gamer, 20 février 2016.
161. ↑  (en) IGN Staff, « Sega Ages 2500: Space Harrier », sur IGN, 9 juin 2004.
162. ↑  superpanda, « Test Sega Classics Collection sur PS2 », sur Jeuxvideo.com, 26 octobre 2005.
163. ↑  (en) Justin Calvert, « Sega Classics Collection Hands-On », sur GameSpot, 26 janvier 2005.
164. ↑  « ニンテンドーeショップで「セガ3D 復刻プロジェクト」タイトルの特別セールが実施。50％～60％オフに », sur 4Gamer.net,‎ 9 août 2017.
165. 1 2  (en) Bob Mackey, « Welcome to the Fantasy Zone: 3D Space Harrier Review », sur USgamer, 29 novembre 2013.
166. ↑  (en) Damien McFerran, « Review: 3D Space Harrier (3DS eShop) », sur Nintendo Life, 29 novembre 2013.
167. 1 2  (en) David Jenkins, « Sega 3D Classics review – from Streets Of Rage to Space Harrier », sur Metro, 23 décembre 2013.
168. ↑  (en) Justin Towell, « Sega to bring classic titles to 3DS, starting with 3D Space Harrier. First screens here », sur GamesRadar+, 21 novembre 2012.
169. ↑  (ja) « Nintendo Switch用DLソフト「SEGA AGES スペースハリアー」が配信決定。TVアニメ「ハイスコアガール」とのコラボCMが公開 », sur 4Gamer.net,‎ 10 septembre 2018.
170. ↑  « Space Harrier rejoint les Sega Ages sur Switch », sur Gamekult, 10 septembre 2018.
171. ↑  « Sega Ages : Space Harrier reviendra sur la Switch », sur Jeuxvideo.com.
172. ↑  (en) « Mean Machines: News », computer and Video Games, no 81,‎ juillet 1986, p. 118.
173. ↑  (en) « Sound & Vision », S: The Sega Magazine, no 8,‎ juillet 1990, p. 35.
174. ↑  (en) « Yu Suzuki Produce: Hang-On / Space Harrier », sur VGMdb.
175. ↑  (en) « Yu Suzuki Produce: Hang-On / Space Harrier », sur VGMdb.
176. ↑  (ja) « 『スペースハリアー』シリーズサウンドトラックを世界初配信開始！　ボーナストラックにボーカル楽曲も収録 », sur Famitsu,‎ 6 février 2013.
177. ↑  (de) Martin Woger, « Data Discs bringt Space Harrier auf Vinyl », sur Eurogamer, 2 mai 2018.
178. ↑  (en) « Hironobu Sakaguchi: The Man Behind the Fantasies », Next Generation, no 50,‎ février 1999, p. 86-90.
179. ↑  (en) Anoop Gantayat, « Gaming Life in Japan », sur IGN, 5 novembre 2007.
180. ↑  (ja) « アタックアニマル学園 », Ex Max!,‎ juin 2008, p. 116.
181. ↑  (en) Lim Choon Wee et al., « New Releases: Burning Force », New Straits Times,‎ 25 octobre 1990.
182. ↑  (en) « Homebrew: Space Harrier », Retro Gamer, no 94,‎ septembre 2011.
183. ↑  (en) Travis Fahs, « Fantasy Zone Retrospective », sur IGN, 1er octobre 2008.
184. ↑  (ja) « Fantasy Zone – 2014 Developer Interview », STG Gameside, no 10,‎ 2014 (lire en ligne).
185. ↑  (it) « Fantasy Zone 3-D », Consolemania, no 1,‎ octobre 1991, p. 10.
186. ↑  (de) « Engine-Ereignisse », Video Games,‎ janvier 1992, p. 12.
187. ↑  (ja) « Planet Harriers », Dreamcast Magazine, nos 2001-7/3-1,‎ 23 février 2001, p. 145.

## Annexe